# Stadler FLIRT
A Stadler FLIRT a Stadler Rail által gyártott többrészes csuklós villamos motorkocsi, illetve motorvonat. Neve egy német mozaikszó, a Flinker Leichter Innovativer Regional-Triebzug (magyarul tükörfordításban: gyors, könnyű, innovatív regionális (vonat) szerelvény, magyarosan: Fürge Légkönnyű Innovatív Regionális motorvonaT) rövidítése. Hivatalos magyar (MÁV-) definíció szerint a FLIRT nem motorvonatnak, hanem csuklós motorkocsinak, azaz egyetlen önálló járműnek tekintendő. Ennek köszönhető, hogy az első hatvan jármű minden tagja eredetileg ugyanazon sorozatjelet és pályaszámot viselte. Ezzel ellentétes a Németországban és Olaszországban követett szisztéma, ahol minden tag önálló sorozatjelet és pályaszámot kap, és ott motorvonatnak nevezik. A kocsiszekrényenként külön számozást már Magyarországon is előírja a jelenleg aktuális jogszabály. Az új rendszer szerint érkezik a Győr–Sopron–Ebenfurti Vasút valamennyi és a MÁV-START 2014-től 2016-ig beszerzett 63 db szerelvénye, míg az eredeti 60 db MÁV-jármű átszámozása 2015 decemberében fejeződött be. A MÁV-os szerelvények teljes hosszának sorozatszáma korábban 5341 volt, 2014 tavasza óta a járműtípus számozása 415, míg a vonatrészek 1415, 2415, 3415 és 4415 számokat kapják. E típusból a 123. jármű 2016. december 13-án érkezett meg és a 415 123 számot kapta. Ezzel a világ legnagyobb FLIRT-flottája a MÁV tulajdonában található. A GYSEV részére szállított harmadik generációs FLIRT sorozat a 435-ös sorozatszámot kapta.

## Története
A típus első példányát 2004-ben a Svájci Államvasutak (SBB-CFF-FFS) rendelte meg a Stadlertól a Bázel, Zug, Luzern körüli S-Bahn (elővárosi) közlekedés számára. A típust az SBB a Bombardier Transportation által ajánlott Remo típussal (mely a NINA továbbfejlesztett változata lett volna) szemben választotta.
A járművek a svájci Bussnangban, illetve a német megrendelések esetében a berlini Pankowban található Stadler-üzemben készülnek. A lengyel FLIRT-ök összeszerelésére a lengyelországi Siedlce-ben hoztak létre új üzemet. 2008 februárjában kezdték építeni és 2009 nyarán adták át a magyarországi Szolnokon az új kocsiszekrény gyárukat. Az új gyárüzemben éves szinten 250 forgóváz nagyjavítására és legyártására volt lehetőség. 2019 harmadik negyedévétől üzembe áll a jelenleg épülő, évi 500 darab forgóváz gyártását, és/vagy nagyjavítását lehetővé tevő új gyárüzemrész. A beruházás összértéke több, mint 10 milliárd forint.

## Felépítése

### Elrendezés
A FLIRT a Stadler már bevált GTW-típuscsaládja számos részegységének (pl.: hajtáselektronika, vezérlés, kocsiszekrény- és utastéri elemek) felhasználásával jött létre. A GTW esetében a gépészeti berendezések egy külön szekcióban (kvázi mozdonyban) találhatóak a vonat közepén, az utasokat szállító Rowan pótkocsik félig a gépes szekcióra támaszkodnak, másik végükön pedig futóforgóvázakkal rendelkeznek. A FLIRT hagyományosabb elrendezésű, a közúti villamosoknál már régóta használt ún. Jacobs-forgóvázas, csuklós elrendezést követi: a gépezet a GTW-nél alkalmazott külön középső egység helyett a FLIRT két szélső tagjában ("kocsijában"), a vezetőállások mögött kialakított géptérben és kisebb részben a jármű tetején kapott helyet, a gépterek között a szerelvény egyetlen átjárható utastérré változott. A Jacobs-futóforgóvázak (a konkurens vonatokhoz képest) különlegesen alacsony szerkezeti kialakítása következtében a teljes vonaton lépcső nélküli, akadálymentes átjárás lehetséges.
A FLIRT járművek 2–6 részes kivitelben, akár eltérő kocsiszekrény-hosszal és -szélességgel, egy- és több feszültségrendszerre alkalmas kivitelben, többféle nyomtávval is rendelhetők. Ezidáig 2–6 részes, 15 kV 16,7 Hz, 25 kV 50 Hz, 3 kV DC, illetve kétfrekvenciás (15 kV 16,7 Hz + 25 kV 50 Hz) és kétáramnemű (15 kV 16,7 Hz + 3 kV DC) kivitelben rendelték meg.
Tekintettel arra, hogy a hatrészes kivitelben csak kevésbé intenzív gyorsítás érhető el, ezért a hatrészes kivitel további egy vagy két gépi berendezéssel, valamint hajtott forgóvázzal is rendelhető. Ezek tulajdonképpen két, állandóan összekapcsolt háromrészes járműnek tekinthetők, melyek egyik vezetőállása helyén zárt átjárót alakítottak ki. Kiviteltől függően egyik, vagy mindkét ilyen, zárt átjárós vég alatt hajtott forgóvázak találhatók.

### Járműszerkezet
A kocsiszekrényt az UIC 566 illetve EN 12663 szabvány szerint hosszában 1500 kN nyomószilárdságra tervezték. A szerkezet nagyméretű alumínium profilokból áll, melyeket hegesztéssel erősítenek össze. A megfelelő ütközési ellenállást a jármű homlokrészének kialakításával, a középütközős vonókészülékben elhelyezett hidraulikus energiaemésztővel, valamint energiaemésztő segédütközőkkel érik el. Ha két FLIRT 10 km/h sebességgel ütközik, akkor azt a vonatok maradandó alakváltozás nélkül elviselik. A segédütközők két fokozatban működnek: először egy rugó emészti fel az energiát. Ha a vasúti jármű egy teherautóval 40 km/h sebességgel ütközik össze, akkor a segédütközők összenyomódnak. A középütköző betolódik az ún. előépítménybe. Az üvegszál-erősítéses műanyagból készült kabin (könnyen javítható módon) behorpad. A mozdonyvezető biztonságát ez nem csökkenti és az alumíniumszerkezet sem szenved alakváltozást. Az utasokra ható gyorsulás nem lépi túl az 1,3 g-t. A keret nélküli oldalablakokat profilgumival közvetlenül az oldalfalhoz rögzítették. Az ablakok biztonsági, hőszigetelt üvegezésűek (belül egy kétrétegű, ragasztott biztonsági üveg , kívül pedig egy egyrétegű biztonsági üveg). Az egyes tagok közötti átjárást a Hübner cég harmonika-átjárói biztosítják. A svájci LRS-Engineering AG által fejlesztett kéttengelyes forgóvázak csavarrugós primer és légrugós szekunder rugózásúak. Forgócsap viszi át az erőt a hajtott forgóvázról a kocsiszekrényre. A vontatómotorok felfüggesztése a forgóvázban teljesen rugózott (csőtengelyes hajtás gumielemes kardáncsuklóval).

### Villamos berendezés
A felsővezeték feszültségét a tetőn elhelyezett, olajhűtésű transzformátor csökkenti az áramirányítók, valamint a vonatfűtés által megkívánt szintre. Az aszinkron vontatómotorokat 1-1 db a vezetőfülke mögötti gépterekben két oldalt található, IGBT-elemekből felépített áramirányító táplálja háromfázisú váltakozó árammal. Az áramirányító érdekessége, hogy a segédüzemeket is innen táplálják.
A négynegyedes hálózati oldali impulzus-egyenirányítókat a transzformátor két, 384 V feszültségű szekunder oldali tekercse táplálja. (Egy további szekunder tekercs látja el árammal a vonatfűtést.) A hálózati áramirányítók biztosítják közbenső kör (egyébként viszonylag alacsony) 750 V-os egyenáramot. A vontatómotorokat közvetlenül tápláló (ún. motorköri) áramirányítók – impulzus-inverterek – a közbenső kör áramát 0...480 V feszültségű 0...172 Hz frekvenciájú háromfázisú váltakozóárammá alakítják át. A segédüzemi áramátalakító a közbenső egyenáramú kör áramát háromfázisú 400 V 50 Hz-es árammá alakítja át. Az akkumulátorok töltőberendezése a vezetőfülke mögötti géptérben nyert elhelyezést. Az ABB svájci üzemeiből származnak a nagyfeszültségű villamos berendezések, a transzformátorok (ABB Sécheron, Genf) és az áramirányítók (ABB Turgi). A vontatómotorokat az osztrák TSA Wiener Neudorfban található üzeme szállítja. Valamennyi motor állórészét a BanKonzult Energy Kft. tekercseli Tiszaújvárosban. 
A jármű géptér alatt elhelyezkedő (szélső) forgóvázainak kerékpárjai hajtottak, a közbülső, Jacobs-forgóvázak kerékpárjai futókerékpárok.

### Fékberendezés
A FLIRT háromféle fékberendezéssel rendelkezik. Egyfelől a visszatápláló villamos fék a hajtott forgóvázak tengelyeire hat. Ez a fék lép először működésbe a jármű „menet-fék” karjának működtetésekor. Valamennyi kerékpárt ellátták elektropneumatikus tárcsafékkel. A villamos fék kiegészítésekor lépnek működésbe a futóforgóvázak tárcsafékjei, míg a villamos fék esetleges kiesésekor a hajtott forgóvázak tárcsafékjei is lassítanak. A féktárcsákat a keréktárcsákra szerelték fel. A jármű az indirekt levegős fékkel közvetlenül is fékezhető. A hajtott forgóvázak kerékpárjainak levegős fékjeihez rugóerő-tárolós kiegészítő egység is tartozik, mely a jármű állva tartását biztosítja. Vészfékezéskor a fékutat jelentősen csökkenti a futó forgóvázakra szerelt mágneses sínfék. A levegőellátást két, a szélső tagok tetején elhelyezett Ganzair-gyártmányú rotációs légsűrítő biztosítja. A légtartályok és a fékpanel a vezetőfülke mögötti gépterekben találhatók.

### Vezérlés
A vezérlés elemeit, az elektronikai modulokat (számítógépek, bemeneti/kimeneti interfész) svájci Selectron cég szállította és a MAS-T családba tartoznak. A programozásuk az EN 50128 szabvány szerint történik. A szerelvényen két, a CANopen szabvány szerint működő redundáns adatbusz áll rendelkezésre. Ehhez a buszhoz csatlakoznak a főszámítógépek a jármű- és az áramátalakító vezérlésre, valamint az egyéb számítógépek. Az adatbuszon az időjel GPS-szel szinkronizált. A vezérlés maximum három FLIRT szerelvény szinkronvezérlését teszi lehetővé, de a FLIRT-ökkel együtt vezérelhetők a harmadik és negyedik generációs GTW-k mind dízel-, mind villamos hajtású kivitele.

### Utastér

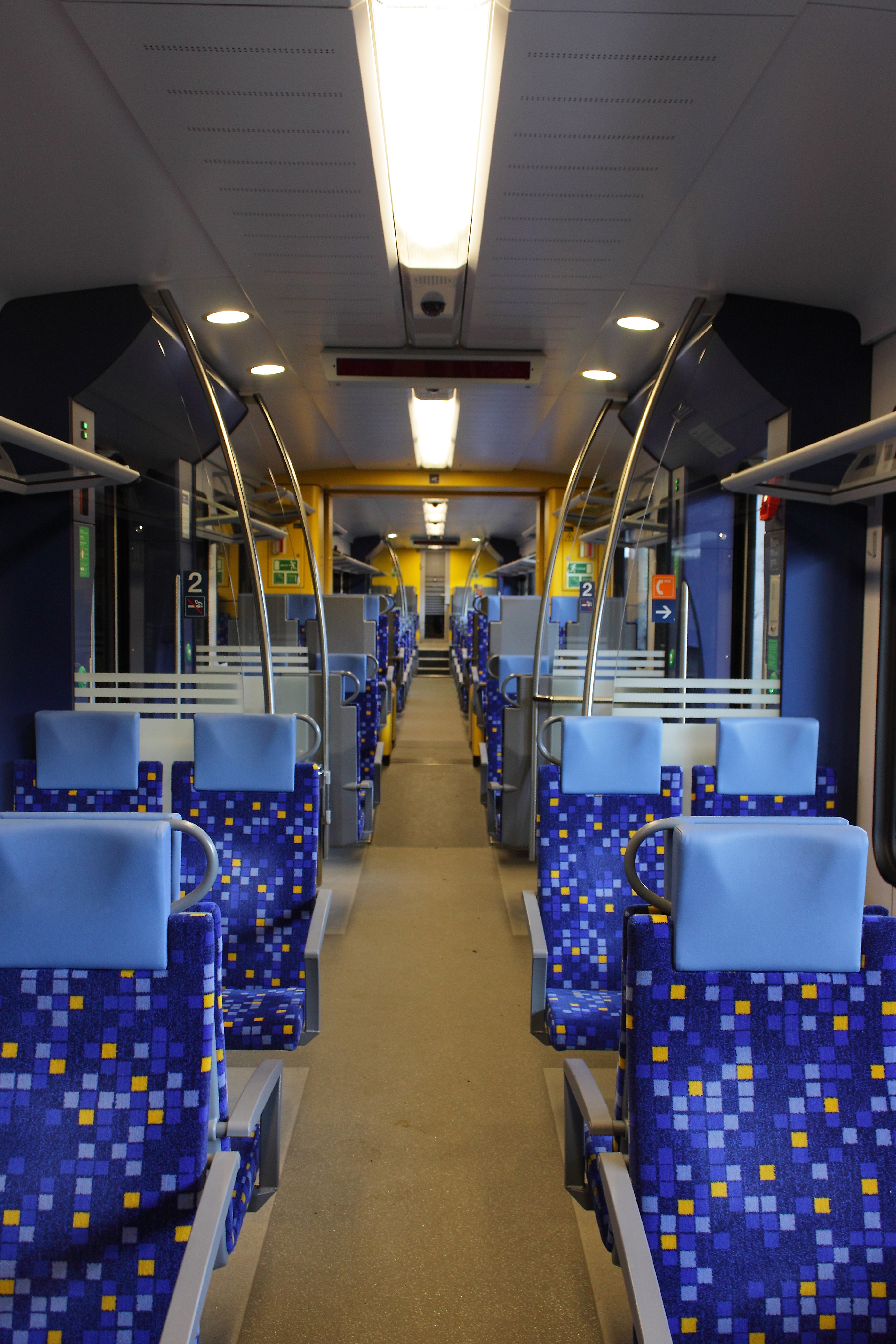
A MÁV egyik FLIRT-jének utastere

Az üléstávolság a megrendelő igénye szerint 1650 mm vagy 1800 mm lehet. A MÁV-kivitel a kényelmesebb, 1800 mm-es üléstávolsággal készül. Az ülések, melyek csak az oldalfalakhoz rögzítettek (Cantilever rendszer) a svájci Schlegel Swiss Standard termékei. Az elválasztó falak szintén csak az oldalfalhoz és a tetőhöz vannak rögzítve. A padlóburkolat a győri Graboplast-tól származik. Az utastér klimatizált, a Faiveley Transport HVAC-típusú klímaberendezését a tetőn helyezték el. A friss levegő hangtompítón át áramlik a légcsatornákba. A beérkező levegő a kocsi hosszában elosztva, majd perforált paneleken át áramlik be az utastérbe. Hideg időben az ülések melletti fűtőtestek, továbbá a beszálló ajtóknál, átjáróknál elhelyezett ventilátoros hősugárzók biztosítanak kellemes hőmérsékletet. A vezetőfülke légkondicionálója a vezetőfülke mögötti géptérben található. Az utastér világítása az ülőhelyek felett fénycsöves, míg a látáskorlátozott utasok érdekében a beszállóperonokat erős spotlámpák világítják meg. Az utastájékoztatás (a következő megállóhely bemondása) előre programozottan, számítógépen tárolva és GPS-vezérléssel automatikusan történik. A mozdonyvezetőnek és a vonatirányító központi diszpécserének is van lehetősége az utasok közvetlen tájékoztatására, például az átszállási lehetőségről, s ezek a közlemények a külső hangszórókon is hallhatók.
A vonat útiránya, célállomása kívülről a jármű homlok- és oldalfelületén elhelyezett LED-mátrix-kijelzőkről olvashatók le. Az utastérben a beszállótér folyosó felett egy kétoldalú mátrix-kijelző tájékoztatja az utasokat a következő megállóról. Az utastájékoztató rendszer vezérlését a MÁV FLIRT-jeinél a magyar Vultron cég berendezése biztosítja. A járművek rongálásának megelőzése érdekében az egész utasteret vandálbiztos kivitelű videokamerák ellenőrzik. A német Bode gyártotta kétszárnyas, villamos hajtású lengő-toló ajtók 1300 mm szélességre nyílnak ki. 550 mm peronmagasság esetén lépcső nélkül lehet beszállni, míg alacsonyabb peronok esetében egy-egy, kb. 300 mm magasságban kimozduló lépcső segíti a le- és felszállást. A járművek egyik tagjában kerekesszék-emelők állnak a mozgáskorlátozott utasok rendelkezésére. A zárt rendszerű mosdó-WC fülke kerekes székkel is igénybe vehető.
A típus annyira sikeres, hogy 2008 októberére már 514 db-ra kaptak megrendelést.

## Az egyes változatok főbb műszaki adatai
|                            | kétrészes | kétrészes | háromrészes | háromrészes | négyrészes | ötrészes | hatrészes | hatrészes | hatrészes | 12 részes |
| -------------------------- | --- | --- | --- | --- | --- | --- | --- | --- | --- | --- |
| Gyári típusjelzés          | FLIRT 2/6 | FLIRT 4/6 | FLIRT 2/8 | FLIRT 4/8 | FLIRT 4/10 | FLIRT 4/12 | FLIRT 4/14 | FLIRT 6/16 | FLIRT 8/16 | FLIRT ? |
| Gyártási év                | 2006-tól | terv | terv | 2004-től | 2004-től | 2007-től | 2008-tól | terv | terv | 2018 |
| Tengelyelrendezés          | Bo'2'2' | Bo'2'Bo' | Bo'2'2'2' | Bo'2'2'Bo' | Bo'2'2'2'Bo' | Bo'2'2'2'2'Bo' | Bo'2'2'2'2'2'Bo' | Bo'2'2'2'+ Bo'2'2'Bo' | Bo'2'2'Bo'+ Bo'2'2'Bo' | ? |
| Áramnem                    | - 15 kV 16,7 Hz - 25 kV 50 Hz - 3 kV DC - 15 kV 16,7 Hz + 25 kV 50 Hz - 15 kV 16,7 Hz + 3 kV DC - (25 kV 50 Hz + 3 kV DC) | - 15 kV 16,7 Hz - 25 kV 50 Hz - 3 kV DC - 15 kV 16,7 Hz + 25 kV 50 Hz - 15 kV 16,7 Hz + 3 kV DC - (25 kV 50 Hz + 3 kV DC) | - 15 kV 16,7 Hz - 25 kV 50 Hz - 3 kV DC - 15 kV 16,7 Hz + 25 kV 50 Hz - 15 kV 16,7 Hz + 3 kV DC - (25 kV 50 Hz + 3 kV DC) | - 15 kV 16,7 Hz - 25 kV 50 Hz - 3 kV DC - 15 kV 16,7 Hz + 25 kV 50 Hz - 15 kV 16,7 Hz + 3 kV DC - (25 kV 50 Hz + 3 kV DC) | - 15 kV 16,7 Hz - 25 kV 50 Hz - 3 kV DC - 15 kV 16,7 Hz + 25 kV 50 Hz - 15 kV 16,7 Hz + 3 kV DC - (25 kV 50 Hz + 3 kV DC) | - 15 kV 16,7 Hz - 25 kV 50 Hz - 3 kV DC - 15 kV 16,7 Hz + 25 kV 50 Hz - 15 kV 16,7 Hz + 3 kV DC - (25 kV 50 Hz + 3 kV DC) | - 15 kV 16,7 Hz - 25 kV 50 Hz - 3 kV DC - 15 kV 16,7 Hz + 25 kV 50 Hz - 15 kV 16,7 Hz + 3 kV DC - (25 kV 50 Hz + 3 kV DC) | - 15 kV 16,7 Hz - 25 kV 50 Hz - 3 kV DC - 15 kV 16,7 Hz + 25 kV 50 Hz - 15 kV 16,7 Hz + 3 kV DC - (25 kV 50 Hz + 3 kV DC) | - 15 kV 16,7 Hz - 25 kV 50 Hz - 3 kV DC - 15 kV 16,7 Hz + 25 kV 50 Hz - 15 kV 16,7 Hz + 3 kV DC - (25 kV 50 Hz + 3 kV DC) | - 15 kV 16,7 Hz - 25 kV 50 Hz - 3 kV DC - 15 kV 16,7 Hz + 25 kV 50 Hz - 15 kV 16,7 Hz + 3 kV DC - (25 kV 50 Hz + 3 kV DC) |
| Szolgálati tömeg           | 76 t | | | 100 t | - 117 t - ≈120 t - 131 t                                                                                                  | 145 t | | | | ? |
| Hossz                      | 42 066 mm | 42 066 mm | 58 166 mm | 58 166 mm | 74 078–74 266 mm | 90 378 mm | | | | 236 méter |
| Szélesség                  | 2880 / 3200 mm | 2880 / 3200 mm | 2880 / 3200 mm | 2880 / 3200 mm | 2880 / 3200 mm | 2880 / 3200 mm | 2880 / 3200 mm | 2880 / 3200 mm | 2880 / 3200 mm | 2880 / 3200 mm |
| Magasság                   | 4150–4185 mm | 4150–4185 mm | 4150–4185 mm | 4150–4185 mm | 4150–4185 mm | 4150–4185 mm | 4150–4185 mm | 4150–4185 mm | 4150–4185 mm | 4150–4185 mm |
| Padlómagasság              | 1120 mm / 580–800 mm | 1120 mm / 580–800 mm | 1120 mm / 580–800 mm | 1120 mm / 580–800 mm | 1120 mm / 580–800 mm | 1120 mm / 580–800 mm | 1120 mm / 580–800 mm | 1120 mm / 580–800 mm | 1120 mm / 580–800 mm | 1120 mm / 580–800 mm |
| Ülőhelyek száma            | - 16+68(+28) (Abellio) | | | - 16+116(+45) (Abellio) - 0+167(+37) (Cantus)                                                                             | - 0+136 (SNTF) - 20+141(+19) (RABe 523) - 24+153(+40) (SOB) - 0+219(+41) (Cantus)                                         | - 15+226(+33) (DB) - 16+200(+84) (WFB)                                                                                    | - 299 (STA) | | | 757 ülő (745/0) 767 ülő (745/1)                                                                                           |
| Állóhelyek száma (4 fő/m²) | 107 (Abellio) | | | - 161 (Abellio) - 174 (Cantus)                                                                                            | - 828 (SNTF) - 297 (RABe 523) - 243 (SOB) - 238 (Cantus)                                                                  | 251 (DB) | | | | |
| Legnagyobb sebesség        | 140 km/h | 160 km/h | 140 km/h | 160 km/h | 160 km/h | 160 km/h | 160 km/h | 160 km/h | 160 km/h | 160 km/h |
| Tartós teljesítmény        | 1000 kW | 2000 kW | 1000 kW | 2000 kW | 2000 kW | 2000 kW | 2000 kW | 3000 kW | 4000 kW | ? |
| Legnagyobb teljesítmény    | 1300 kW | 2600 kW | 1300 kW | 2600 kW | 2600 kW | 2600 kW | 2600 kW | 3900 kW | 5200 kW | 5200 kW (6973 LE) |
| Indító vonóerő (0–47 km/h) | 100 kN | 200 kN | 100 kN | 200 kN | 200 kN | 200 kN | 200 kN | 300 kN | 400 kN | ? |
| Indító gyorsulás           | 0,83 m/s² | | | 1,19–1,2 m/s² | 1,0–1,3 m/s² | 0,87 m/s² | | | | 0,9 m/s² |
| Lassulás                   | 1,3 m/s² | 1,3 m/s² | 1,3 m/s² | 1,3 m/s² | 1,3 m/s² | 1,3 m/s² | 1,3 m/s² | 1,3 m/s² | 1,3 m/s² | |

## Története Magyarországon

### A MÁV vonalain

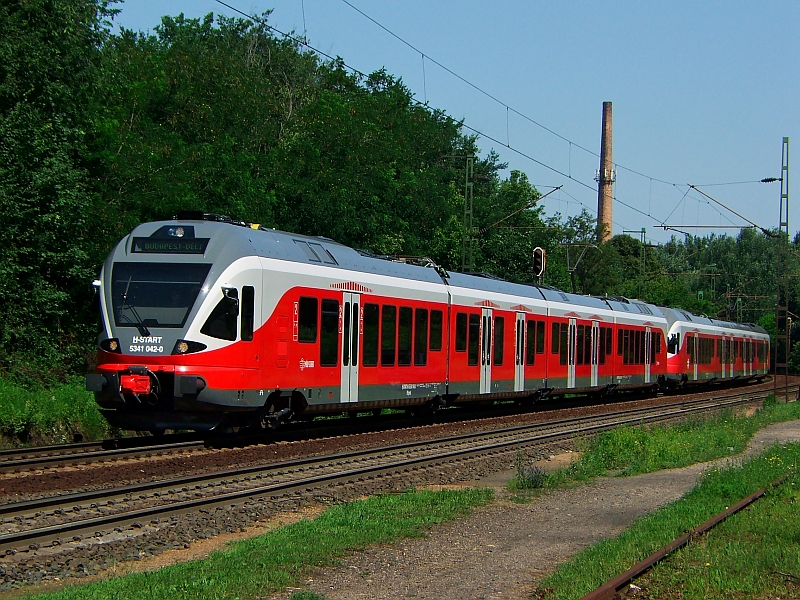
FLIRT személyvonatként Tatán

Magyarországon a MÁV Zrt. indított közbeszerzési eljárást 30+30 db elővárosi motorvonat szállítására és karbantartására.
A nyílt közbeszerzésen a Siemens, a Bombardier és a Stadler Rail indult. A Siemenset kizárták, a Bombardier nyert, de érvénytelenítették az eredményét. Végül a győztes a svájci Stadler cég lett.
A konkurens Bombardier Transportation háromszor is megtámadta az eljárás eredményét a közbeszerzési döntőbizottságnál illetve a bíróságon, a végső győztes mégis a Stadler maradt. Ennek ellenére a MÁV állományába került 10 db Talent motorvonat, az első négy példánya az osztrák vasúttól érkezett, szinte új állapotban, hat darab pedig újonnan lett gyártva. 2005-ben egy Svájci Flirt érkezett hazánkba, demonstrálva, hogy ilyenből további 30+30 darab érkezik. Az első MÁV-os FLIRT 2006 decemberében érkezett meg Magyarországra és 2007 április elejétől szállít utasokat. A járművek karbantartására Pusztaszabolcson épült meg a karbantartó bázis, amelyet 2007 május elején adtak át. 2010-ig mind a 60 motorvonat forgalomba állt.
2020. áprilisától a Stadler megkezdte a piros színű, 10-14 évvel ezelőtt beszerzett, régebbi FLIRT-flotta felújítását. A korszerűsítésnek köszönhetően a 60 db vonatot azonos műszaki színvonalra hozzák a kék-fehér festésű, azonos típusú, de bizonyos részegységeiben modernebb és újabb gyártmányokkal. A munkálatokat Celldömölkön végzik. Az első motorvonat átalakításával 2020 nyár elejére készültek el, ezt követően a többi FLIRT átalakítása 2024 januárjára fejeződött be. Az egységesítés során a 2006-2010 között beszerzett járművek is megkapják a MÁV-Start kék-fehér-sárga flottaszínét, valamint korszerűbb biztonsági kamera rendszert, utastéri 230V-os hálózati csatlakozókat és USB aljzatokat építenek be.
A piros járművek jelenleg a következő viszonylatokon közlekednek:

| Induló állomás   | Végállomás                    | Vonal   | Típus | Időszak            |
| ---------------- | ----------------------------- | ------- | --- | ------------------ |
| Budapest-Déli    | Győr (–Hegyeshalom)           | 1       | Személyvonat, gyorsított személyvonat (Ezen a fordulón a kék-sárga motorvonatokkal megosztva dolgoznak Győrig.)                                                                        | Naponta            |
| Tatabánya        | Oroszlány                     | 12      | Személyvonat (Ezen a fordulón a kék-sárga motorvonatokkal megosztva dolgoznak hétköznap.)                                                                                              | Naponta            |
| Budapest-Déli    | Martonvásár                   | 30      | Zónázó vonat (Ezen a fordulón a kék-sárga motorvonatokkal megosztva dolgoznak.) | Munkanapokon       |
| Kőbánya-Kispest  | Martonvásár (-Székesfehérvár) | 30      | Személyvonat, gyorsított személyvonat (Ezen a fordulón a kék-sárga motorvonatokkal megosztva dolgoznak.)                                                                               | Naponta            |
| Budapest-Déli    | Fonyód                        | 30      | Személyvonat, InterRégió | Nyári szezonban    |
| Budapest-Déli    | Dunaújváros/Dombóvár          | 40, 42  | Dombóvárig 2014. december 14-től az elővárosi vonatok közvetlen kocsija, kétóránként, pusztaszabolcsi szét- és összeakasztással, a vasútvonal korábbi sebes- és személyvonatai helyett | Naponta            |
| Pincehely        | Budapest                      | 40      | Személyvonat | Hajnalban          |
| Budapest-Keleti  | Eger                          | 80, 87a | InterRégió (Ezen a fordulón a kék-sárga motorvonatokkal megosztva dolgoznak.) | Mindennap óránként |
| Hatvan           | Szolnok                       | 82      | Személyvonat | Naponta            |
| Budapest-Nyugati | Monor (–Szolnok)              | 100a    | Monori, valamint Szolnoki személyvonat (5 pár) | Hétvégén           |
| Budapest-Nyugati | Záhony                        | 100     | Távolsági személyvonat, sebesvonat | Hétvégén           |
| Budapest-Keleti  | Sülysáp (–Szolnok)            | 120a    | Sülysápi valamint Szolnoki személyvonat, Szolnoki zónázó vonat, valamint gyorsított személyvonat                                                                                       | Naponta            |

A pirosak korábban a következő viszonylatokon is előfordultak:
| Induló állomás   | Végállomás        | Vonal   | Típus                                            | Időszak                         |
| ---------------- | ----------------- | ------- | ------------------------------------------------ | ------------------------------- |
| Székesfehérvár   | Veszprém          | 20      | Helyi személyvonat, Budapest-Veszprém gyorsvonat | Hétvégén                        |
| Budapest-Déli    | Székesfehérvár    | 30      | Személyvonat, gyorsított személyvonat            | Naponta, kora reggel, késő este |
| Budapest-Nyugati | Szob              | 70      | Zónázó vonat, személyvonat                       | Hétvégén                        |
| Budapest-Nyugati | Vác               | 71      | Személyvonat, gyorsított személyvonat            | Munkanapokon                    |
| Füzesabony       | Hidasnémeti       | 80, 90  | Személyvonat (1 pár)                             | Hétvégén                        |
| Budapest-Keleti  | Gödöllő (-Hatvan) | 80      | Személyvonat, gyorsított személyvonat            | Naponta                         |
| Füzesabony       | Eger              | 87a     | Helyi személyvonat                               | Hétvégén                        |
| Budapest-Keleti  | Eger              | 80, 87a | InterRégió                                       | Naponta                         |

Ma már fordulóoptimalizálás (és egyéb okok) miatt az előző vasútvonalakhoz kapcsolódóan bármely villamosított vonalon felbukkanhatnak.

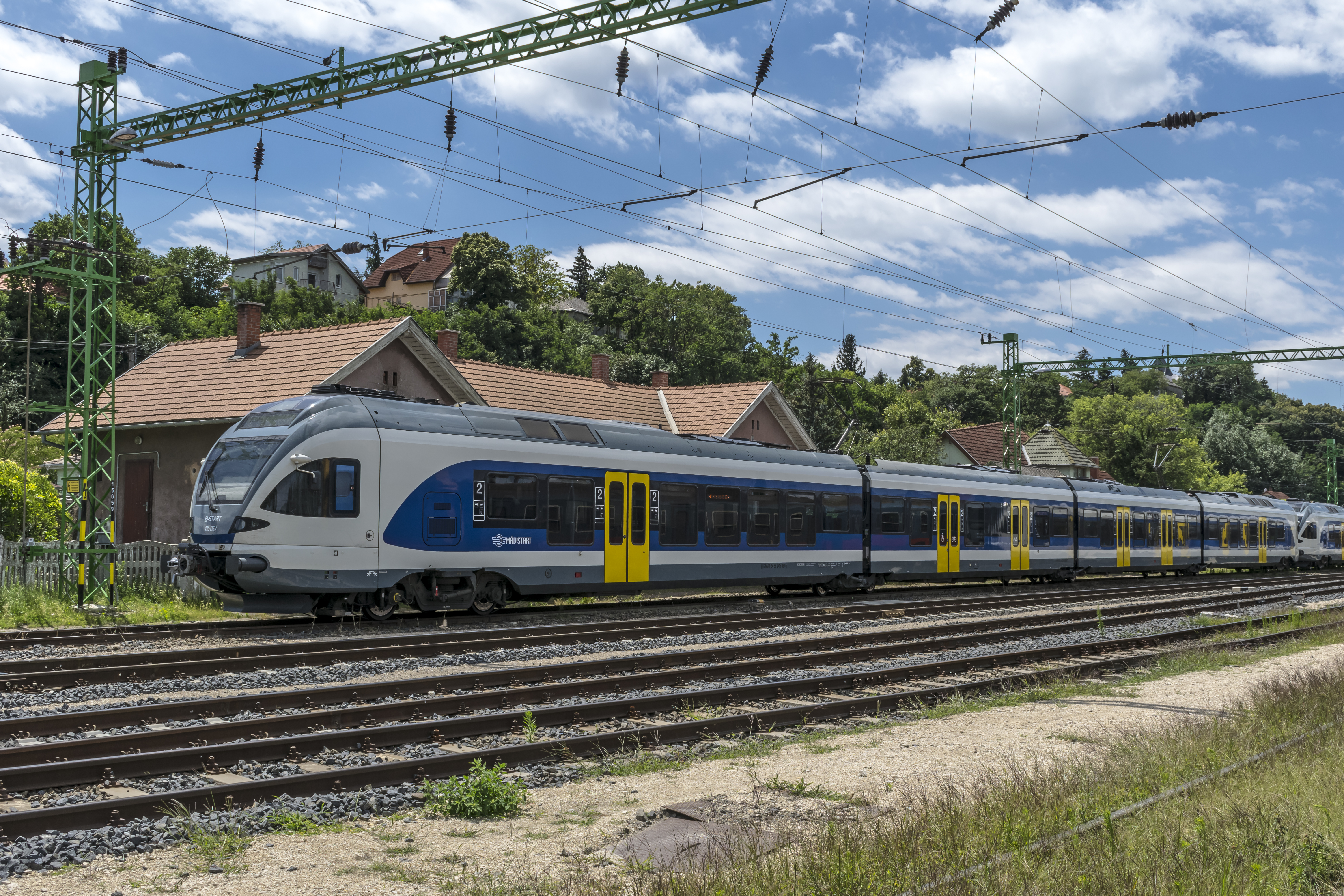
Utolsó szállításból származó 415 067 pályaszámú motorvonat Fonyódon

A Stadlernek nagy tervei vannak Magyarországon: Szolnokon építette fel alumínium kocsitesteket gyártó üzemét a helyi ipari park területén. A MÁV 2007 őszén lehívta a +30 db járműre szóló opcióját, így – 2010. februárra – 60 db-ra bővült a hazai FLIRT-flotta. A járművek a megrendelő MÁV Zrt. tulajdonát képezik, amelytől 100 százalékos leányvállalata, a MÁV-Start Zrt. azokat bérli. A opcióban szereplő 30 jármű utolsó néhány példányának alumínium kocsiteste már a Stadler szolnoki gyárában készült. A gyárból látják el az anyacég öt másik gyárát is kocsiszekrénnyel, a Stadlernél évente gyártott 650-750 darab harmadával. Az első harminc vonatért a MÁV 144,6 millió eurót (36,3 milliárd forintot) fizetett a Stadlernak, a második harminc Flirt ára ennél némileg kedvezőbb, 141,6 millió euró (35,5 milliárd forint). (Ez csak a beszerzési ár, amihez hozzájönnek még a karbantartási és egyéb költségek.)
2013 márciusában aláírt szerződés alapján a MÁV újabb 42 db motorvonatot rendelt, amelyek 2014 őszétől 2015 szeptemberéig álltak forgalomba. A beruházás értéke a GYSEV 6 db járművével együtt – összesen 48 db járműre – 266,784 millió euró volt.
Az első két - immár hagyományos kék árnyaltú festéssel ellátott - motorvonatot 2014. március 19-én mutatták be. 2014. október 16-ától négy FLIRT kezdte meg szolgálatát (415 061-064 pályaszámúak). 2015. szeptember 21-én pedig az utolsó is (415 102 pályaszámú) forgalomba állt.
Az új, kék járművek jelenleg a következő viszonylatokon közlekednek:

| Induló állomás            | Végállomás                                    | Vonal   | Típus | Időszak                         |
| ------------------------- | --------------------------------------------- | ------- | --- | ------------------------------- |
| Budapest-Déli             | Komárom (–Győr)                               | 1       | Személyvonat (5 pár), gyorsított személyvonat | Naponta, munkanapokon           |
| Budapest-Déli             | Oroszlány                                     | 1, 12   | Személyvonat (3 pár) | Munkanapokon                    |
| Budapest-Nyugati, (Rákos) | (Óbuda) Pilisvörösvár- (Piliscsaba) Esztergom | 2       | Piliscsabai és esztergomi (hétvégén rákos-óbudai) személyvonat, gyorsított személyvonat, zónázó vonat (kizárólagos személyszállító jármű a vasútvonalon) | Naponta                         |
| Budapest-Déli             | Veszprém                                      | 20, 30  | Gyorsvonat | Naponta                         |
| Budapest-Déli             | Martonvásár (–Székesfehérvár)                 | 30      | Személyvonat, gyorsított személyvonat, zónázó vonat (néha Martonvásárig)                                                                                 | Naponta, kora reggel, késő este |
| Kőbánya-Kispest           | Martonvásár (-Székesfehérvár)                 | 30      | Személyvonat, gyorsított személyvonat | Naponta                         |
| Kőbánya-Kispest           | Siófok                                        | 30      | Gyorsított személyvonat | Nyári szezonban                 |
| Budapest-Déli             | Százhalombatta                                | 40      | Személyvonat (2 pár) | Munkanapokon                    |
| Budapest-Déli             | Dombóvár                                      | 40      | Személyvonat (fordulóhelyettesítés céljából) | Nem állandó jelleggel           |
| Budapest-Déli             | Pécs                                          | 40      | Távolsági vonat (fordulóhelyettesítés a Kelenföld-Százhalombatta közötti vágányzár miatt)                                                                | Nem állandó jelleggel           |
| Budapest-Nyugati          | Vác (–Szob)                                   | 70      | Személyvonat (Többnyire Vácig), zónázó vonat, gyorsított személyvonat                                                                                    | Ritkán                          |
| Budapest-Nyugati          | Vác                                           | 71      | Személyvonat, gyorsított személyvonat (szinte kizárólagos személyszállító jármű a vonalon)                                                               | Naponta, munkanapokon           |
| Aszód                     | Vác                                           | 77      | Személyvonat (S77) | Hétvégén                        |
| Budapest-Keleti           | Gödöllő (-Hatvan)                             | 80      | Személyvonat (S80) , gyorsított személyvonat (G80) | Mindennap                       |
| Füzesabony                | Eger                                          | 87a     | Személyvonat | Hétvégente                      |
| Budapest-Keleti           | Eger                                          | 80, 87a | Agria InterRégió | Mindennap óránként              |
| Budapest-Keleti           | Gyöngyös                                      | 80, 85  | Mátra InterRégió | Mindennap óránként              |
| Budapest-Nyugati          | Szolnok                                       | 100a    | Monori, valamint Ceglédi személyvonat, zónázó vonat | Munkanapokon                    |

2015. június 23-án a MÁV-START Zrt bejelentette, hogy további 21 járművet - ebből 6-ot a KÖZOP, 15 járművet pedig IKOP költségeinek terhére - a STADLER szállíthat. Az új vonatok a 42 db-os 2014–2015-ös beszerzés járműveihez képest nem nagyon különböznek kinézetükben, csak annyiban, hogy a többcélú vonatrész padlóján piktogramok segítik a tájékozódást. A flotta létszáma a leszállításukat követően 133-ra nő – MÁV-START: 123 egység, GYSEV: 10 egység.
Az új járművek a következő viszonylaton közlekednek:

| Induló állomás  | Végállomás          | Vonal | Típus                         | Időszak |
| --------------- | ------------------- | ----- | ----------------------------- | ------- |
| Budapest-Keleti | Kunszentmiklós-Tass | 150   | S25-ös elővárosi személyvonat | Naponta |
| Budapest-Keleti | Kelebia             | 150   | távolsági személyvonat        | naponta |
| Kiskunhalas     | Kelebia             | 150   | S250-es személyvonat          | naponta |

### AGYSEV vonalain

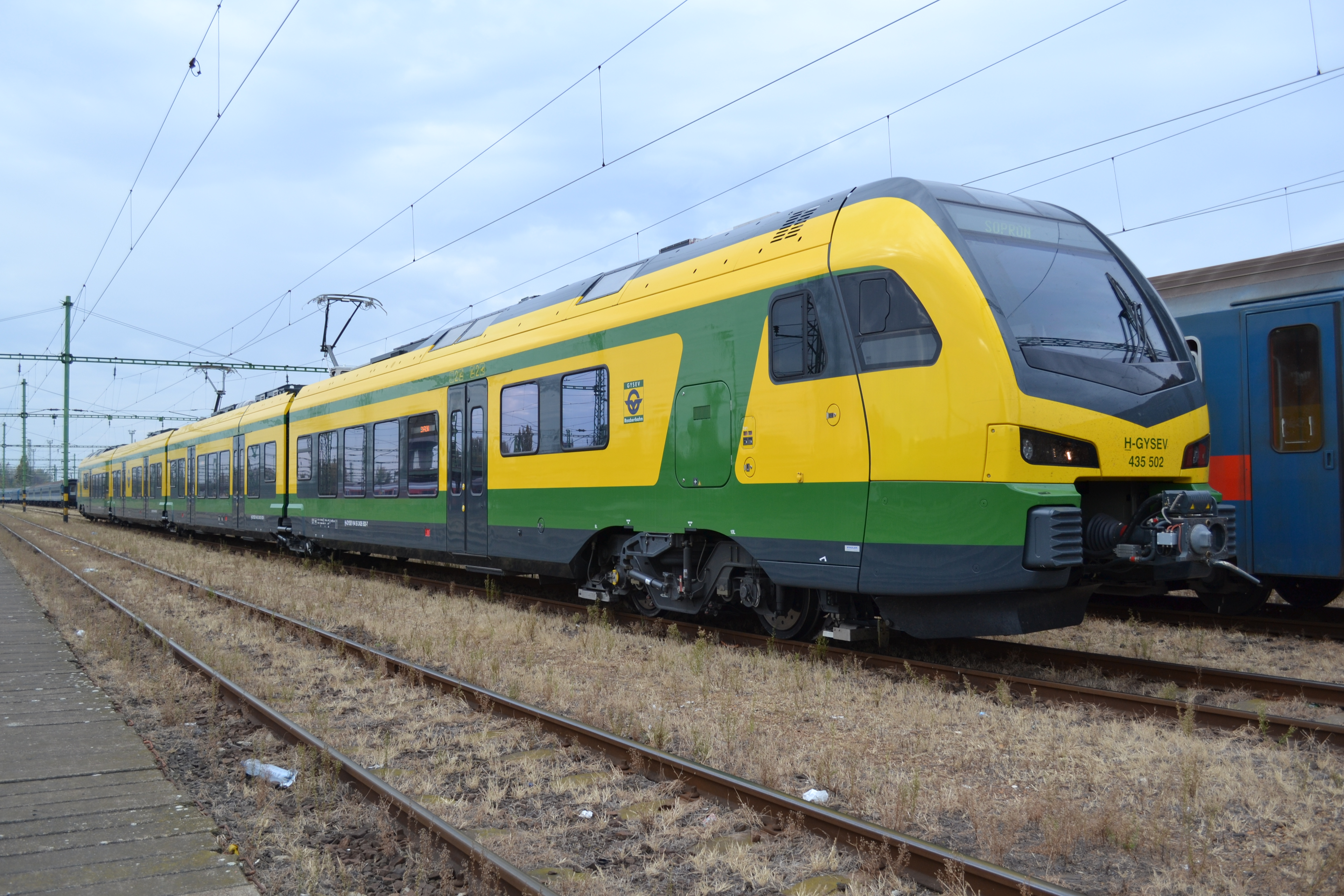
GYSEV FLIRT 3 Szolnokon

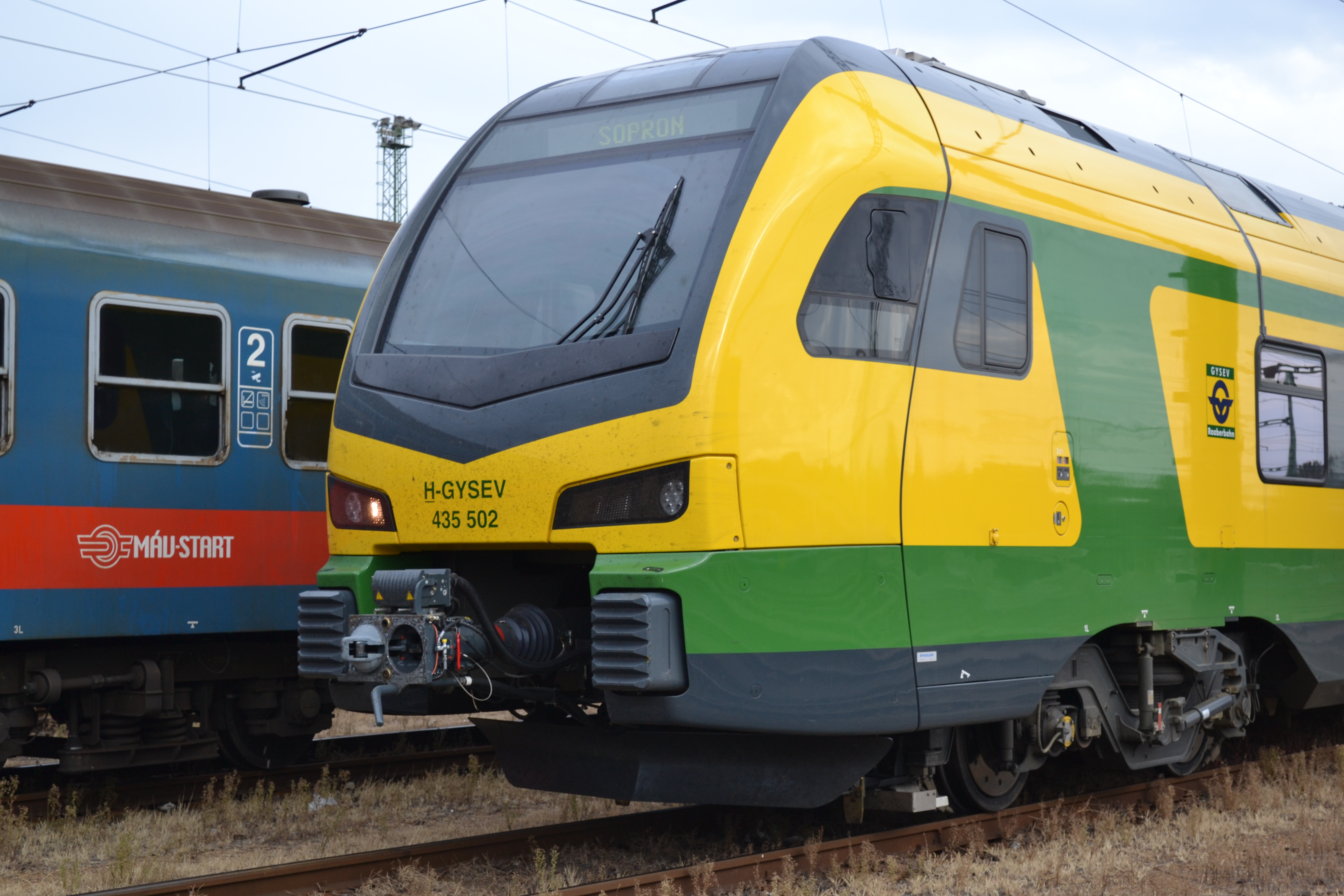
GYSEV FLIRT 3 orra

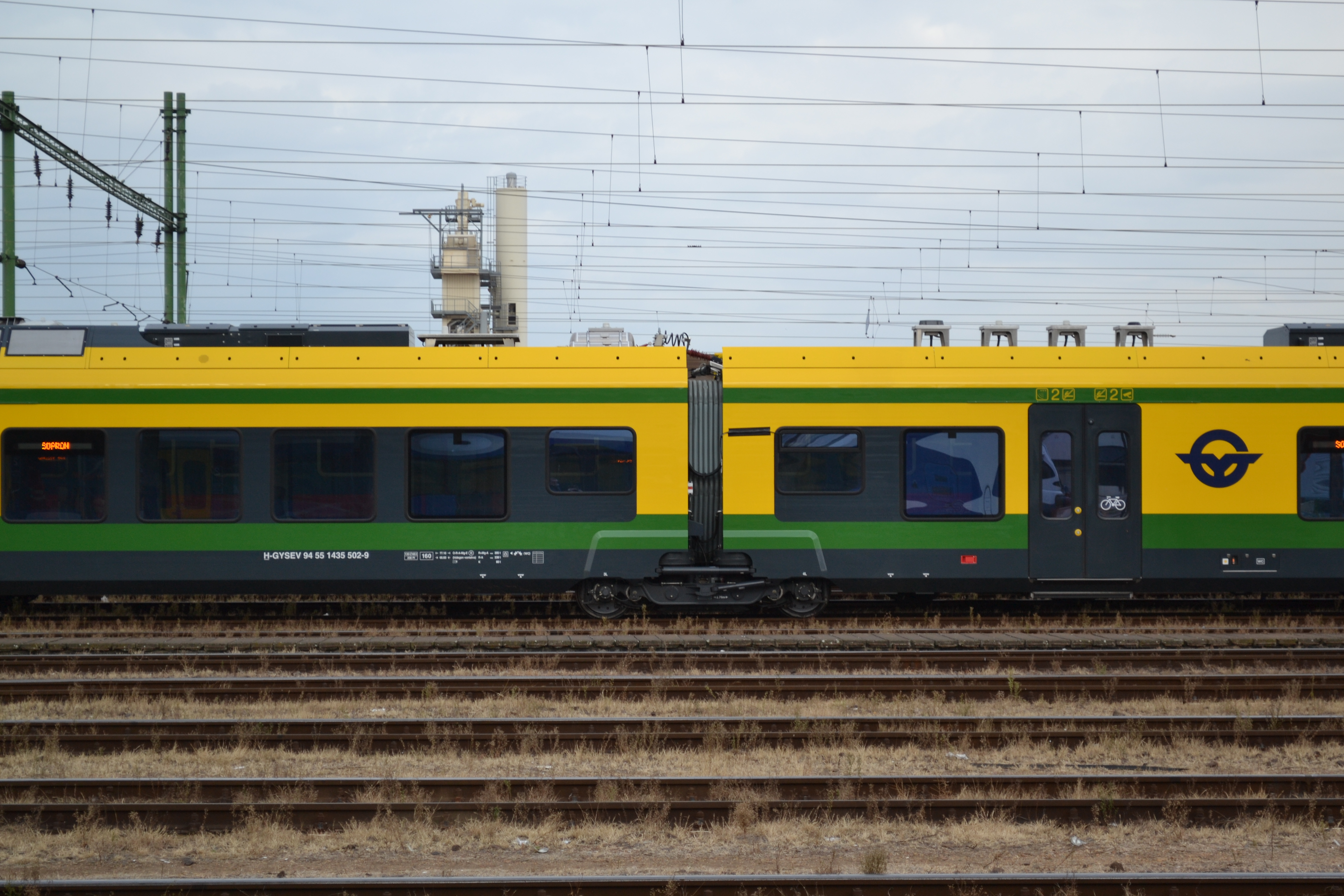
GYSEV FLIRT 3 oldalról

A GYSEV Zrt. 2011. november 26-án írt ki tárgyalásos közbeszerzést négy regionális villamos motorvonat szállítására, amelyet a Sopron-Szombathely-Szentgotthárd vasútvonal közlekedésének korszerűsítésével összefüggésben hirdetett meg a vasúttársaság.
Az első 415 500 pályaszámú motorvonat 2013 októberében elkészült a lengyelországi üzemben. Az átvételi próbát a Győr–Hegyeshalom vasútvonalon teljesítette. Az első szerelvény ünnepélyes átadására Sopronban 2013. december 6-án került sor.
2013. december 15-től kezdődőn az elsők, majd 2014 márciusában már mind a négy Szolnokon gyártott motorkocsi üzembe állt zöld-sárga színben, felszabadítva ezzel az ingázó Taurus és V43-as mozdonyokat. A szállítás értéke 20 332 000 euró volt.
2013 márciusában aláírt szerződés alapján a MÁV-val közösen újabb 6 db motorvonatot rendelt, amelyek 2014 őszétől 2015 szeptemberéig álltak forgalomba. A beruházás értéke a MÁV 42 db-os járműparkjával együtt – összesen 48 db járműre – 266,784 millió euró volt.
Az első generációs (500–509) szerelvények az alábbi vonalakon közlekednek:
| Induló állomás  | Végállomás    | Vonal     | Típus        | Időszak                   |
| --------------- | ------------- | --------- | ------------ | ------------------------- |
| Sopron          | Szentgotthárd | 15, 21    | Személyvonat | Naponta                   |
| Győr            | Sopron        | 8         | Személyvonat | Naponta                   |
| Rajka           | Szombathely   | 1, 16, 20 | Személyvonat | Naponta                   |
| Szombathely     | Zalaegerszeg  | 17, 25    | Személyvonat | Naponta                   |
| Zalaegerszeg    | Őrihodos      | 25        | Személyvonat | Naponta                   |
| Hegyeshalom     | Győr          | 1         | Személyvonat | Munkanapokon              |
| Budapest-Keleti | Győr          | 1         | Személyvonat | Munkanapokon késő délután |
| Sopron          | Budapest-Déli | 8,1       | InterRégió   | Vasárnap 1 Budapest felé  |

2016 augusztusában jelentették be, hogy újabb 10 db FLIRT 3 típusú járművet vásárol 21,5 milliárd forintért. A tervek szerint az első járművet 2018 márciusában, míg a tizedik vonatot 2019 januárjáig szállítja le a gyártó.
Az új, FLIRT 3 járművek a következő viszonylatokon közlekednek:

| Induló állomás | Végállomás    | Vonal  | Típus        | Időszak                |
| -------------- | ------------- | ------ | ------------ | ---------------------- |
| Sopron         | Szentgotthárd | 15, 21 | Személyvonat | Naponta                |
| Győr           | Sopron        | 8      | Személyvonat | Naponta                |
| Szombathely    | Csorna        | 16, 20 | Személyvonat | Kora reggel, késő este |

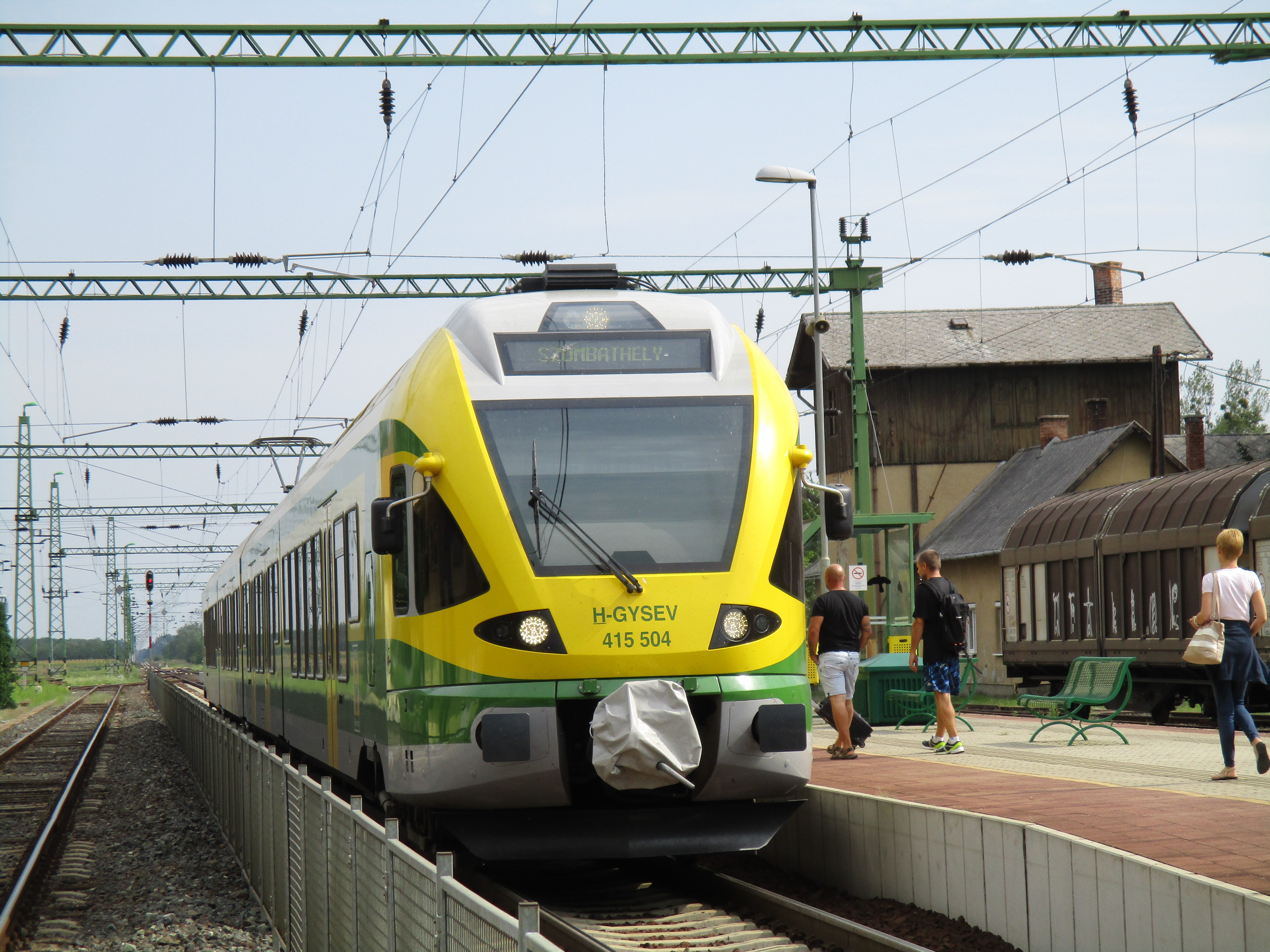
A GYSEV egyik Flirtje Bükön

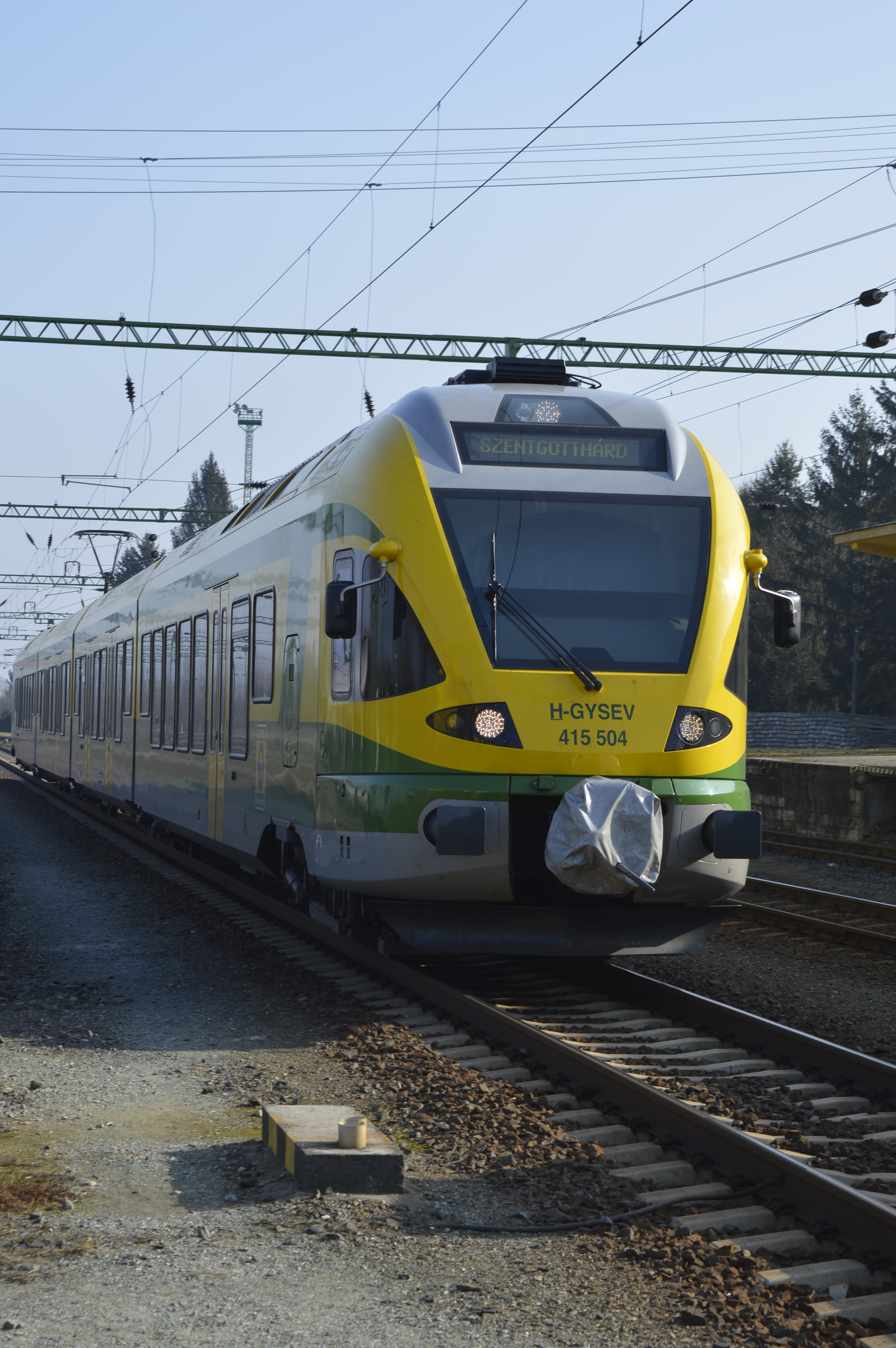
415 504 érkezik Szentgotthárdra
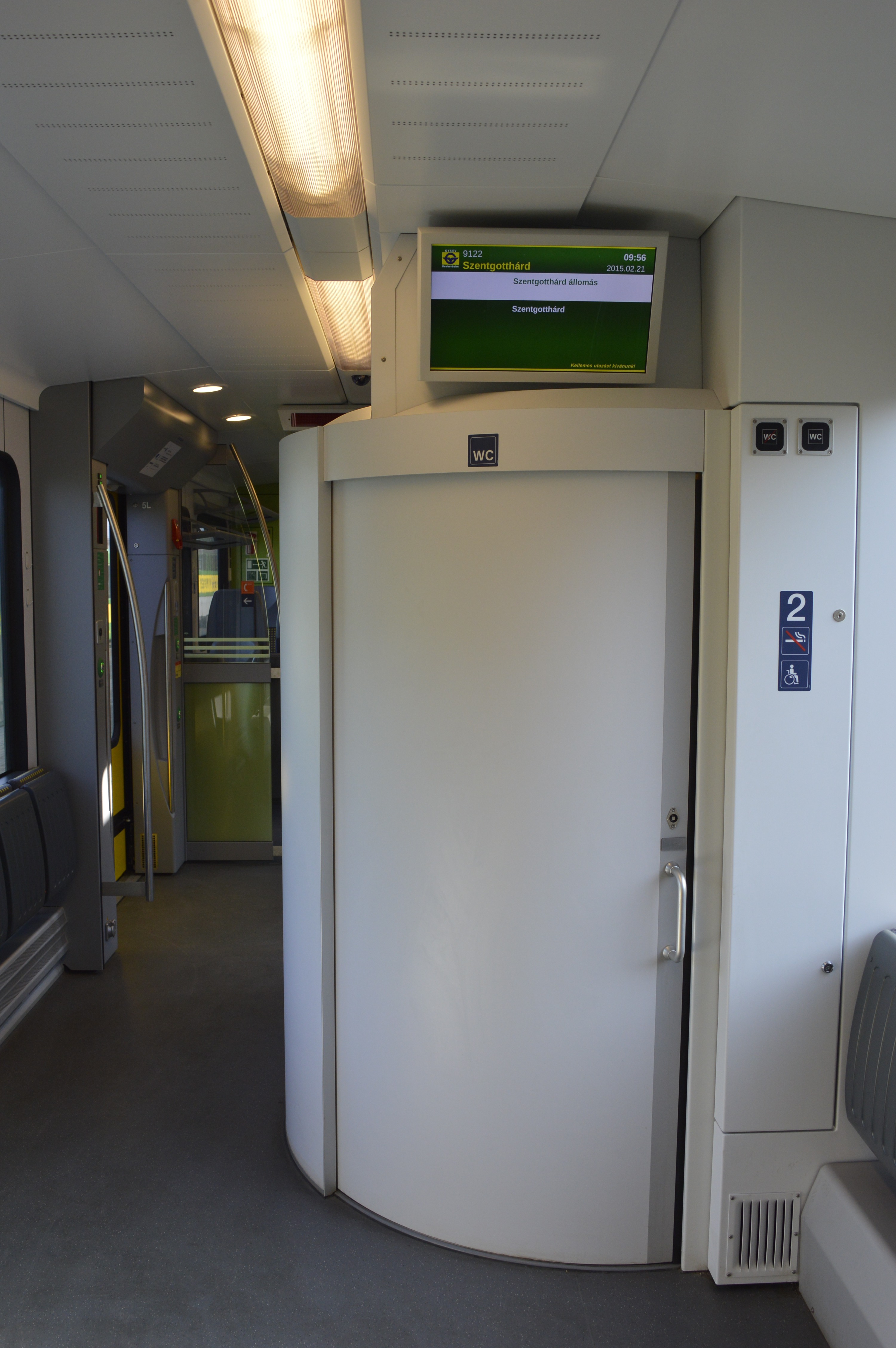
Az új motorvonat többfunkciós utastere a toalettel
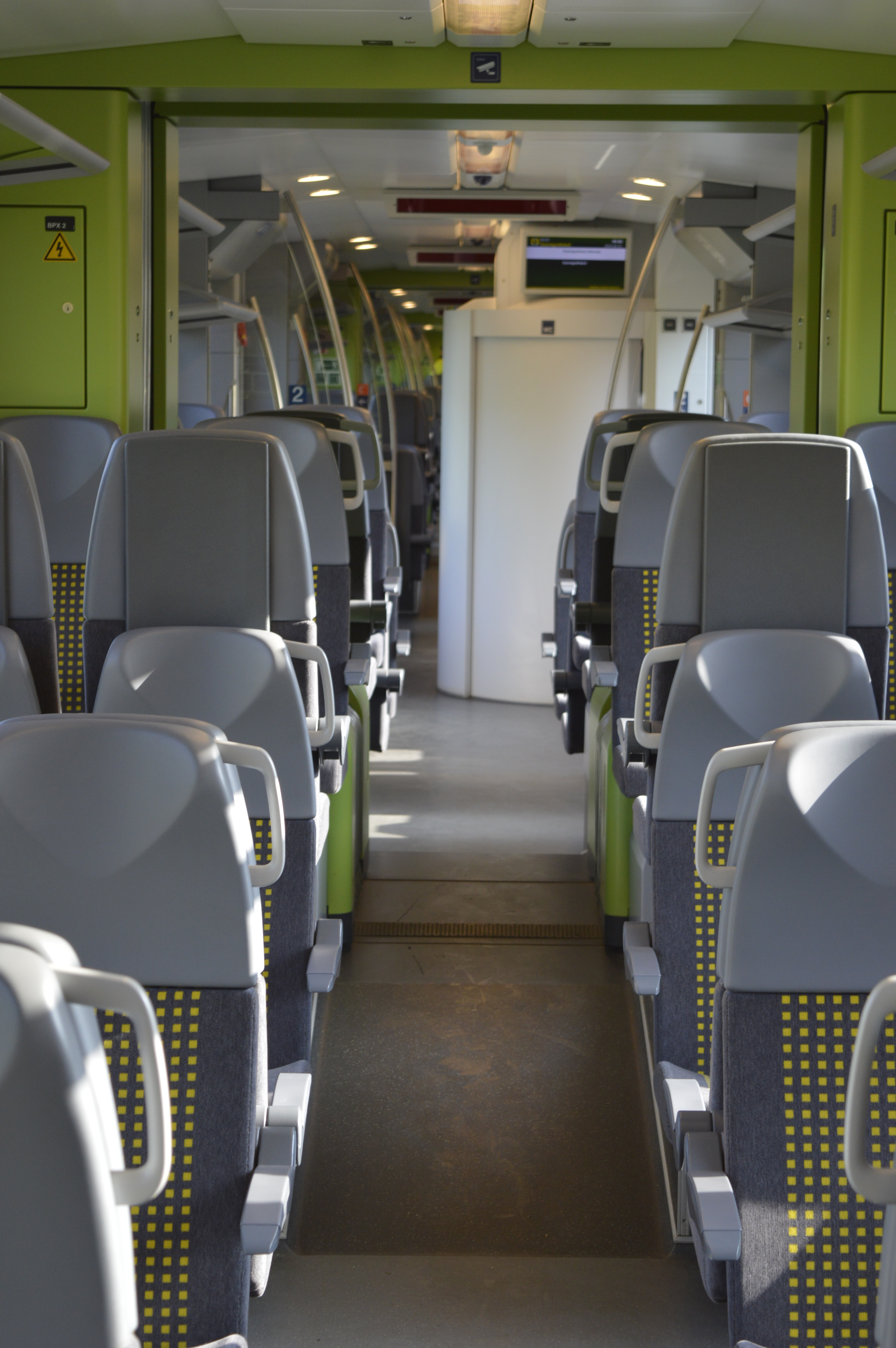
Az utastér
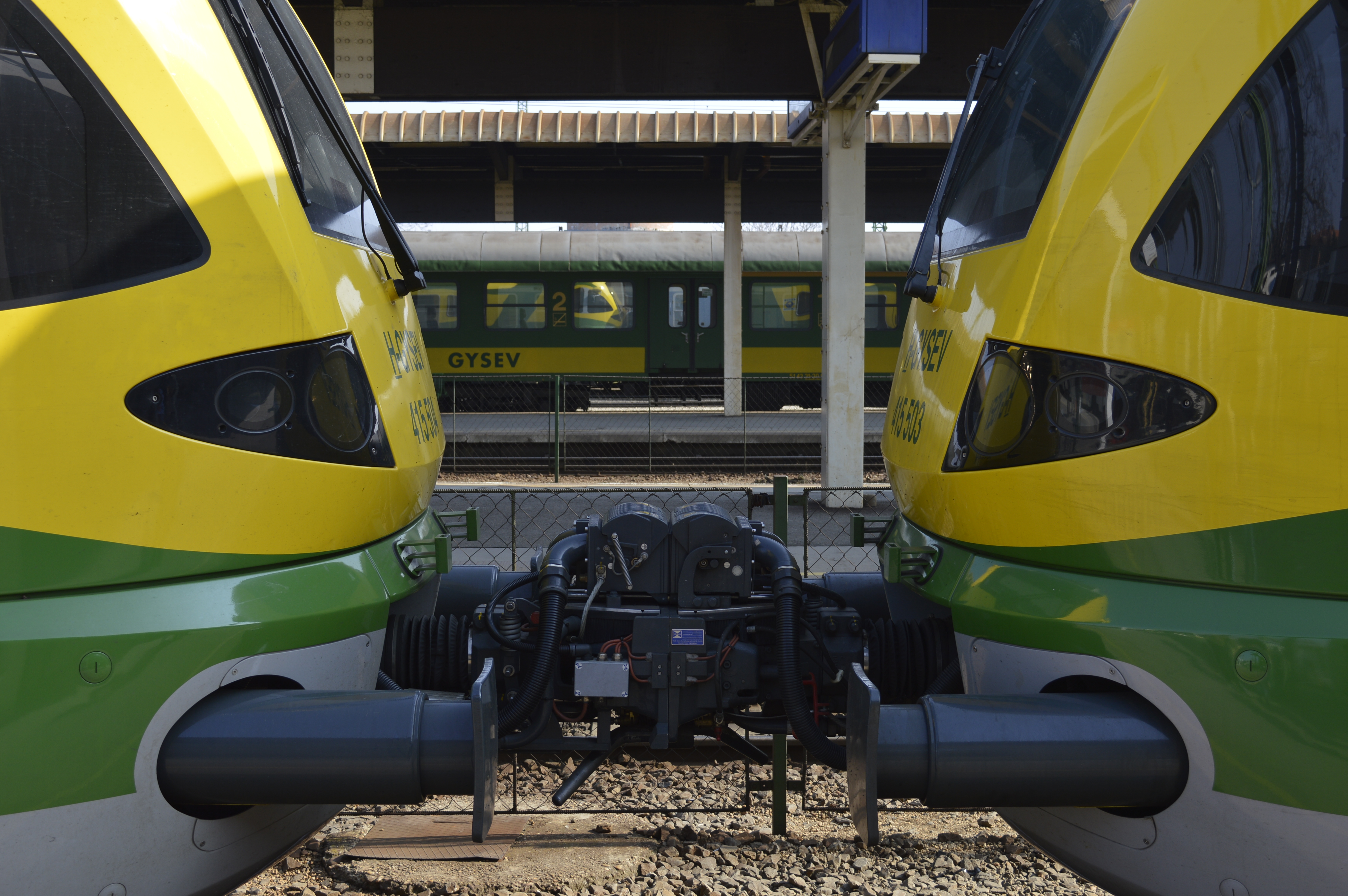
A motorvonatok összekapcsolása
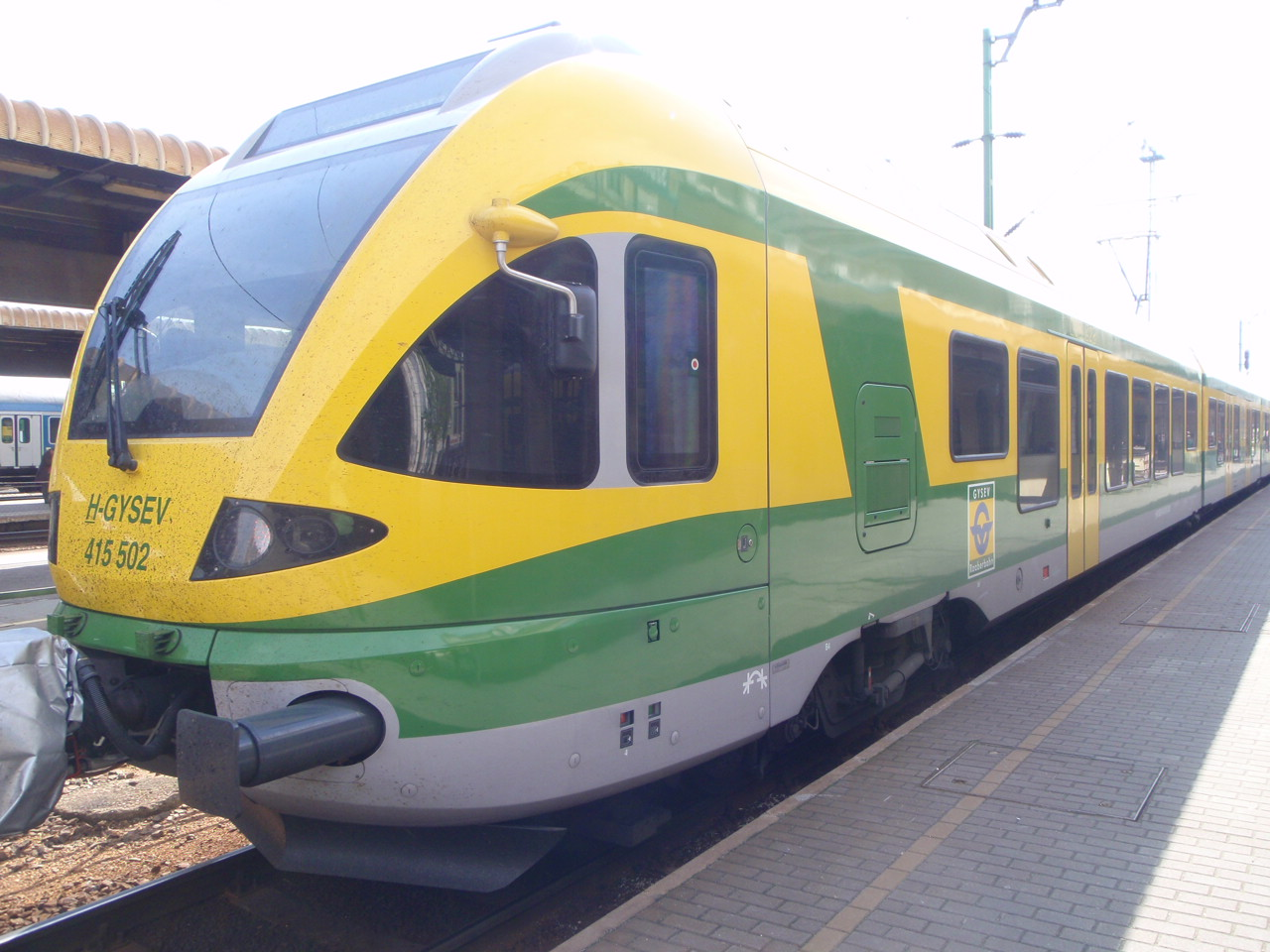
GYSEV 415 502 (Szombathely)
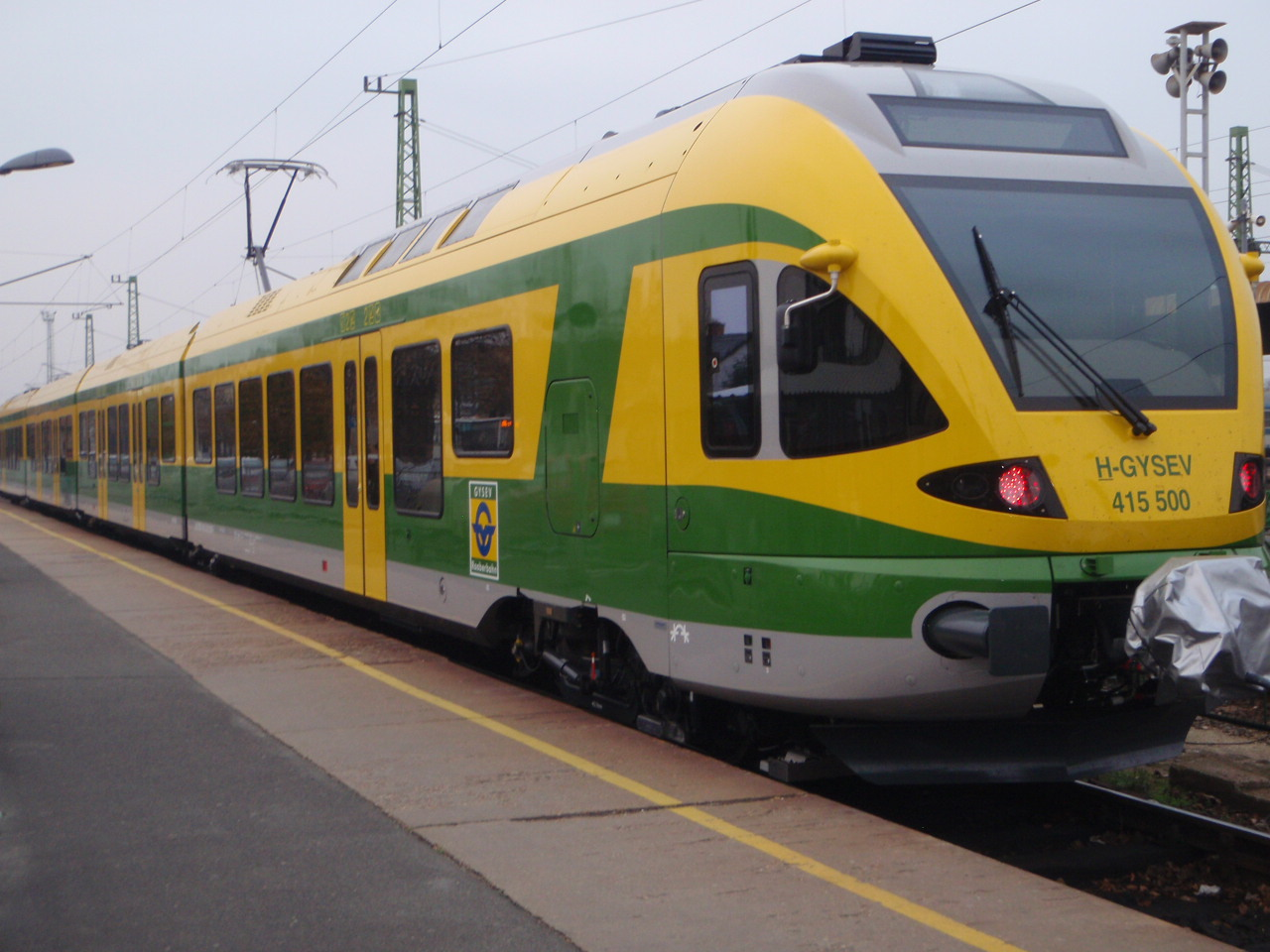
GYSEV 415 500 (Szombathely)
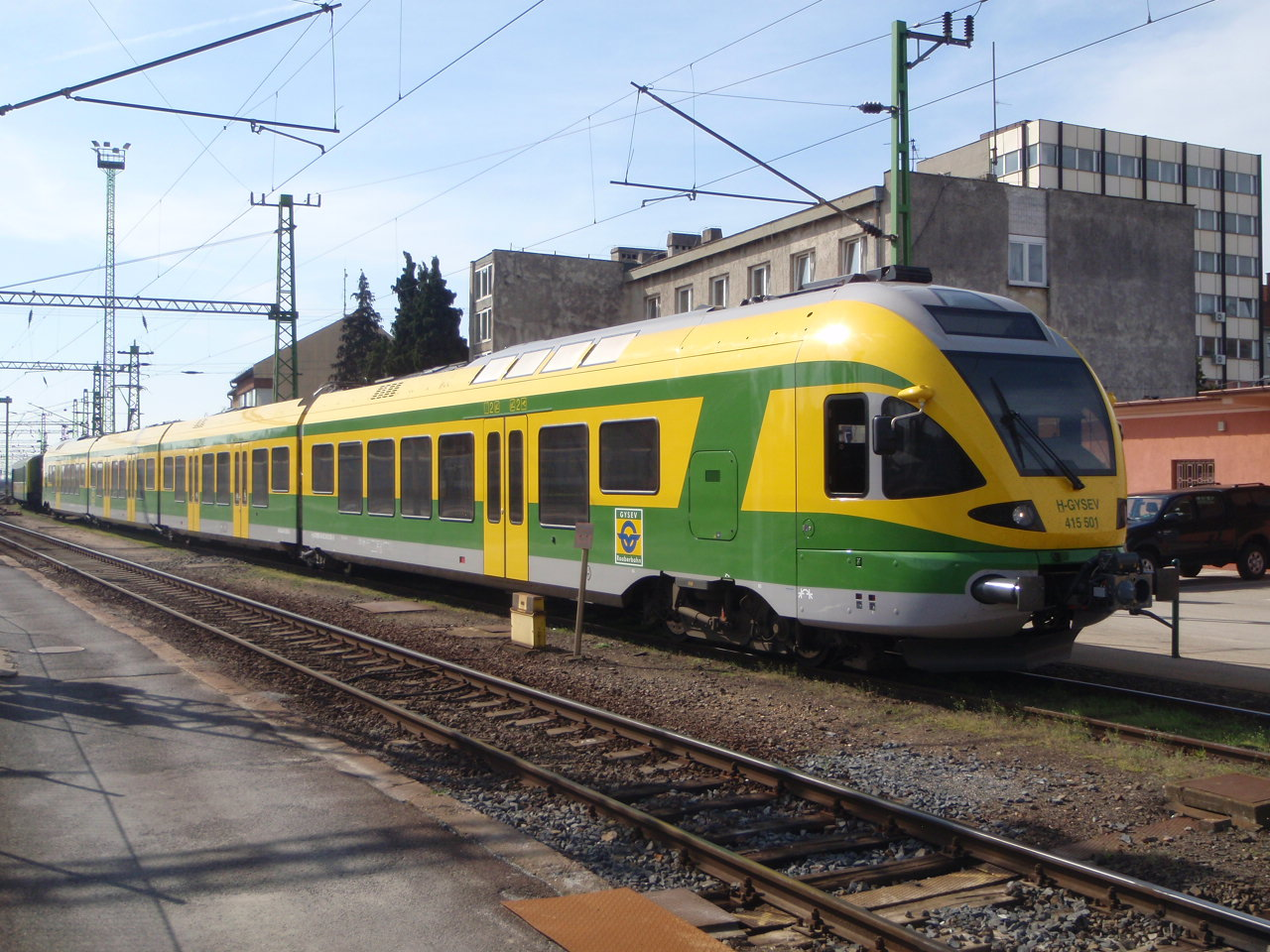
GYSEV 415 501 (Szombathely)
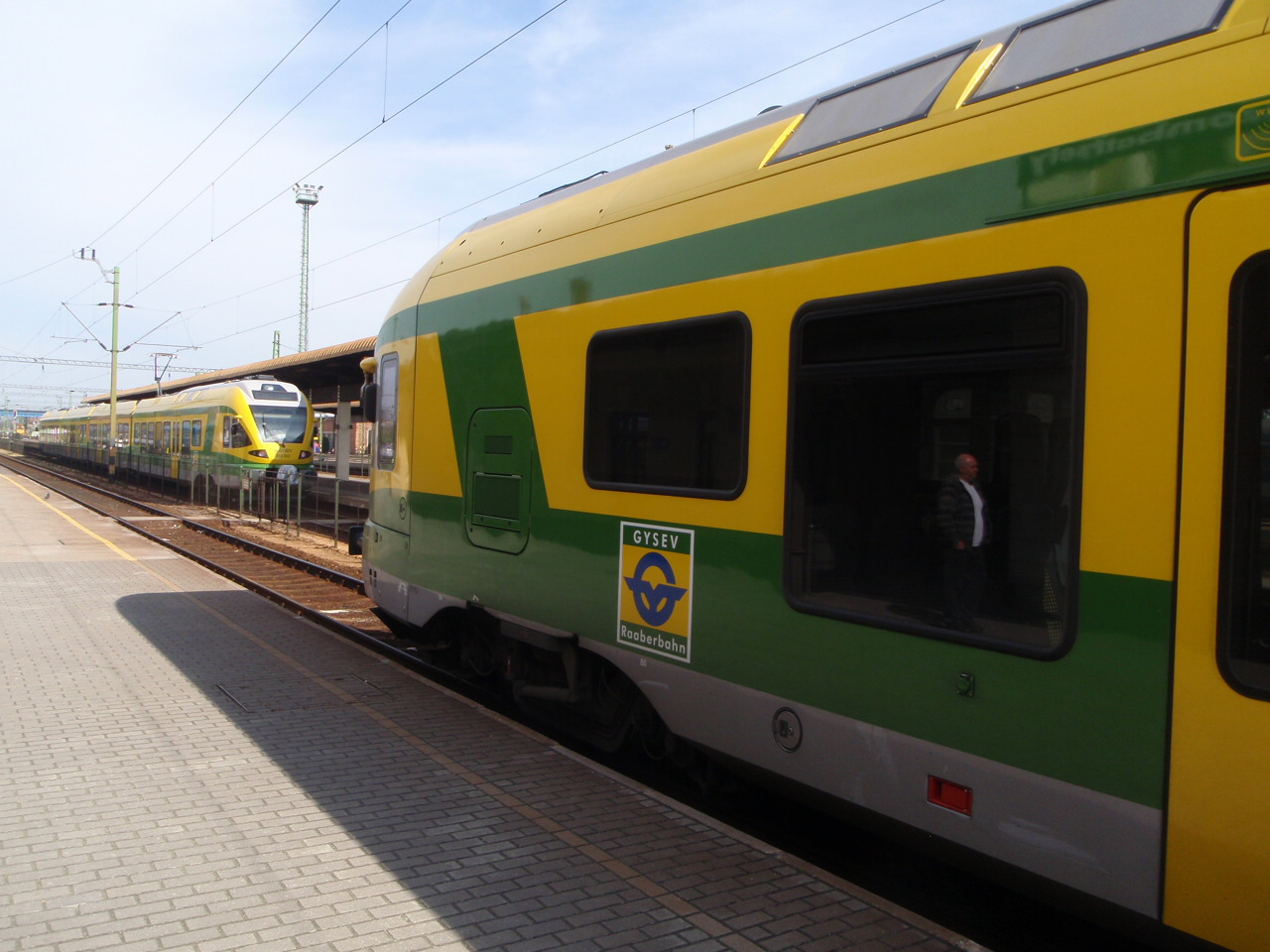
Hátrébb GYSEV 415 503, elől 415 502 (Szombathely)
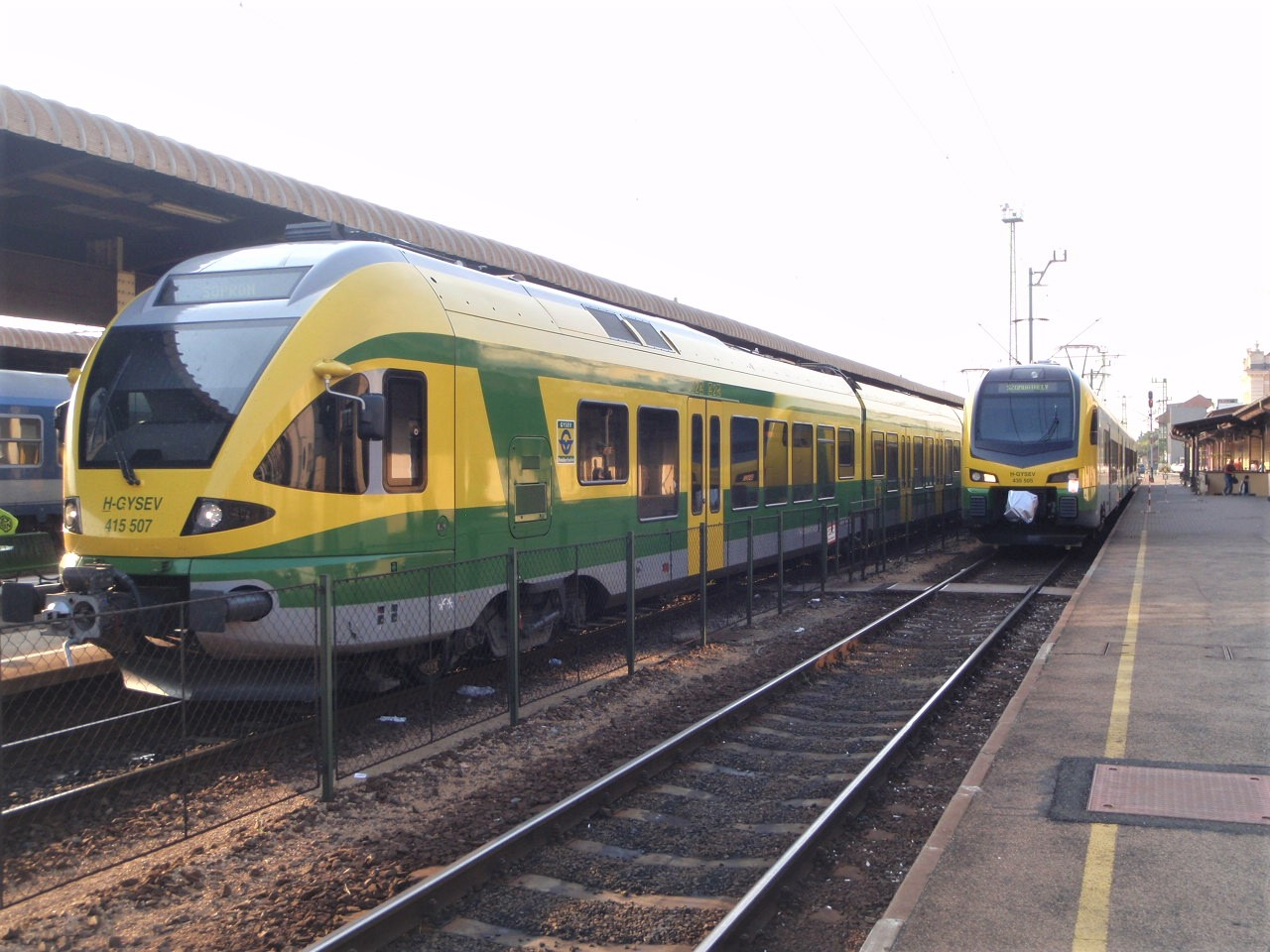
FLIRT2 és 3 Szombathelyen
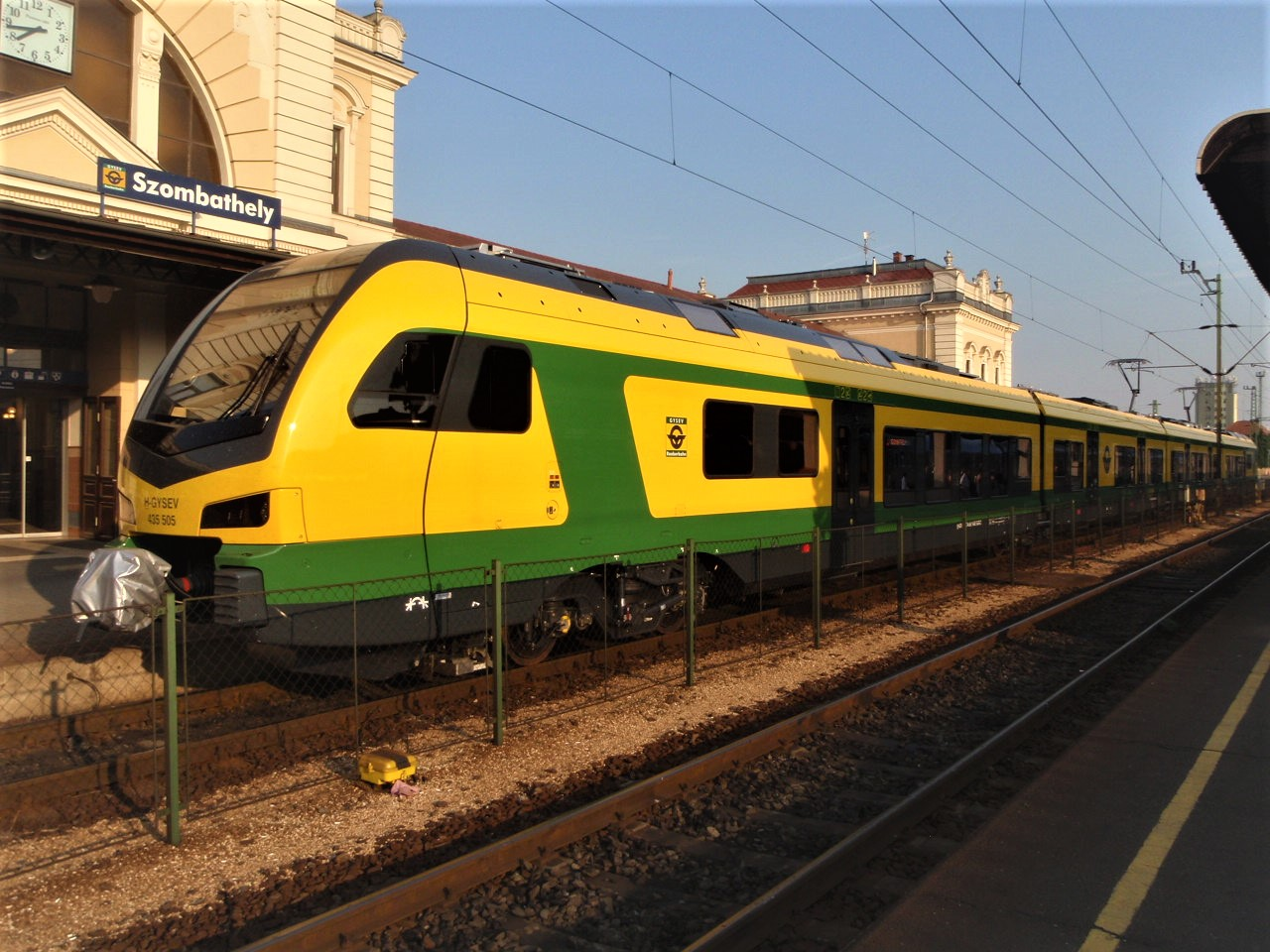
FLIRT3 Szombathelyen

## Üzemeltetők Európában
| Szolgálatba állás éve | Üzemeltető                                                                      | Ország             | Darabszám | Kocsiszekrények száma | Fajta      | Pályaszám                                                                      | Megjegyzés | Mintázat |
| --------------------- | ------------------------------------------------------------------------------- | ------------------ | --------- | --------------------- | ---------- | ------------------------------------------------------------------------------ | ---------- | -------- |
|                       | Svájci Szövetségi Vasutak                                                       | Svájc              |           | 4 db                  | FLIRT 4/10 | RABe 521 001–032, 523 001–043                                                  |            |          |
|                       | Svájci Szövetségi Vasutak                                                       | Svájc              |           | 4 db                  | FLIRT 4/10 | RABe 522 201–214                                                               |            |          |
|                       | TILO SA                                                                         | Svájc              |           | 4 db                  | FLIRT 4/10 | RABe 524 001–019 (A-D) / ETR 150(-154) 001–019                                 |            |          |
|                       | TILO SA                                                                         | Svájc              |           | 6 db                  | FLIRT 4/10 | RABe 524 101–111                                                               |            |          |
|                       | SOB (Schweizerische Südostbahn)                                                 | Svájc              |           | 4 db                  | FLIRT 4/10 | RABe 526 041–051                                                               |            |          |
|                       | TRN, Transports Régionaux Neuchâtelois                                          | Svájc              |           | 4 db                  | FLIRT 4/10 | RABe 527 331–333                                                               |            |          |
|                       | SBB GmbH (Deutschland)                                                          | Németország        |           | 4 db                  | FLIRT 4/10 | RABe 526 651–659                                                               |            |          |
|                       | Deutsche Bahn – DB Regio divízió                                                | Németország        |           | 5 db                  | FLIRT 4/12 | 429 026–030 (A-E)                                                              |            |          |
|                       | Cantus Verkehrsgesellschaft                                                     | Németország        |           | 3 db                  | FLIRT 4/8  | 427 001–007, 427 051–057                                                       |            |          |
|                       | Cantus Verkehrsgesellschaft                                                     | Németország        |           | 4db                   | FLIRT 4/10 | 428 001–003, 428 051–053                                                       |            |          |
|                       | Abellio Rail (lízingelve a CB Rail-tól)                                         | Németország        |           | 2 db                  | FLIRT 2/6  | ET 22 001–008                                                                  |            |          |
|                       | Abellio Rail (lízingelve a CB Rail-tól)                                         | Németország        |           | 3 db                  | FLIRT 4/8  | ET 23 001–009                                                                  |            |          |
|                       | Westfalenbahn (lízingelve a Angel Trains Europa-tól)                            | Németország        |           | 3 db                  | FLIRT 4/8  | ET 001–014                                                                     |            |          |
|                       | Westfalenbahn (lízingelve a Angel Trains Europa-tól)                            | Németország        |           | 5 db                  | FLIRT 4/12 | ET 015–019                                                                     |            |          |
|                       | Eurobahn Niedersachsen GmbH & Co. KG (Keolis SA) (csak üzemeltető)              | Németország        | 4 db      | 4 db                  | FLIRT 4/10 | ET 5.01–5.25                                                                   |            |          |
|                       | Eurobahn Niedersachsen GmbH & Co. KG (Keolis SA) (csak üzemeltető)              | Németország        | 14 db     | 5 db                  | FLIRT 4/12 |                                                                                |            |          |
|                       | Regentalbahn AG / Salzburg AG (csak üzemeltető)                                 | Németország        | 5 db      | 3 db                  | FLIRT 4/8  |                                                                                |            |          |
|                       | HLB                                                                             | Németország        | 3 db      | 3db                   | FLIRT 3/8  |                                                                                |            |          |
|                       | HLB                                                                             | Németország        | 6 db      | 4 dbb                 | FLIRT 4/10 |                                                                                |            |          |
|                       | VIAS GmbH                                                                       | Németország        | 7 db      | 3 db                  | FLIRT 3/8  |                                                                                |            |          |
|                       | VIAS GmbH                                                                       | Németország        | 12 db     | 4 db                  | FLIRT 4/10 |                                                                                |            |          |
| 2007                  | MÁV                                                                             | Magyarország       | 60 db     | 4 db                  | FLIRT 4/10 | 415 001–060                                                                    |            |          |
|                       | MÁV                                                                             | Magyarország       | 48 db     | 4 db                  | FLIRT 4/10 | 415 061–108                                                                    |            |          |
|                       | MÁV                                                                             | Magyarország       | 15 db     | 4 db                  | FLIRT 4/10 | 415 109-123                                                                    |            |          |
| 2013                  | GYSEV                                                                           | Magyarország       |           | 4 db                  | FLIRT 4/10 | 415 500–509                                                                    |            |          |
|                       | Koleje Mazowieckie                                                              | Lengyelország      |           | 4 db                  | FLIRT 4/10 | 2 140 000–009                                                                  |            |          |
|                       | PKP                                                                             | Lengyelország      |           | 4 db                  | FLIRT 4/10 | EN75-001–004                                                                   |            |          |
|                       | ST Sistemi Territoriali S.p.A.                                                  | Olaszország        | 2 db      | 4 db                  | FLIRT 4/10 | ETR 340 001 SI –                                                               |            |          |
|                       | Ferrovie del Gargano                                                            | Olaszország        | 3 db      | 3 db                  | FLIRT 4/8  | ETR 330 001                                                                    |            |          |
|                       | Ferrovie Emilia Romagna                                                         | Olaszország        | 12 db     |                       |            | ETR 350 001                                                                    |            |          |
|                       | Ferrovie del Nord Barese – Ferrotramviaria S.p.A.                               | Olaszország        | 4 db      | 4 db                  | FLIRT 4/10 | ETR 340 101 FT –                                                               |            |          |
|                       | STA (Südtiroler Transportstrukturen AG / Strutture Trasporto Alto Adige S.p.A.) | Olaszország        | 4 db      | 4 db                  | FLIRT 4/10 | ETR 155 001 SD –                                                               |            |          |
|                       | STA (Südtiroler Transportstrukturen AG / Strutture Trasporto Alto Adige S.p.A.) | Olaszország        | 2 db      | 5 db                  | FLIRT 4/12 | ETR 150 sorozat                                                                |            |          |
|                       | STA (Südtiroler Transportstrukturen AG / Strutture Trasporto Alto Adige S.p.A.) | Olaszország        | 2 db      | 6 db                  | FLIRT 4/14 | ETR 170 001 SD –                                                               |            |          |
|                       | Junakalusto Oy                                                                  | Finnország         | 32 db     | 4 db                  | FLIRT 4/10 | VR Sm5 sorozat                                                                 |            |          |
|                       | Norges Statsbaner                                                               | Norvégia           | 50 db     | 5 db                  | FLIRT 6/12 |                                                                                |            |          |
|                       | Elron                                                                           | Észtország         | 18 db     |                       | FLIRT EMU  | 1401–1408, 1309–1311, 1316, 1319, 1321, 1323–1324, 1326–1327, 1329–1330        |            |          |
|                       | Elron                                                                           | Észtország         | 20 db     |                       | FLIRT EDU  | 2404, 2422, 2425, 2428, 2432–2432, 2305, 2312–2315, 2317–2318, 2320, 2233–2238 |            |          |
|                       | Abelio Greater England                                                          | Egyesült Királyság | 14 db     | 3 db                  | FLIRT EDMU |                                                                                |            |          |
|                       | Abelio Greater England                                                          | Egyesült Királyság | 24 db     | 4 db                  | FLIRT EDMU |                                                                                |            |          |
|                       | Abelio Greater England                                                          | Egyesült Királyság | 20 db     | 12 db                 | FLIRT EMU  |                                                                                |            |          |

## Üzemeltetők Afrikában
| Szolgálatba állás éve | Üzemeltető                                           | Ország  | Darabszám | Kocsiszekrények száma | Fajta      | Pályaszám | Mintázat |
| --------------------- | ---------------------------------------------------- | ------- | --------- | --------------------- | ---------- | --------- | -------- |
| 2008                  | Société nationale des transports ferroviaires (SNTF) | Algéria |           | 4 db                  | FLIRT 4/10 | 101–164   |          |

## FLIRT3

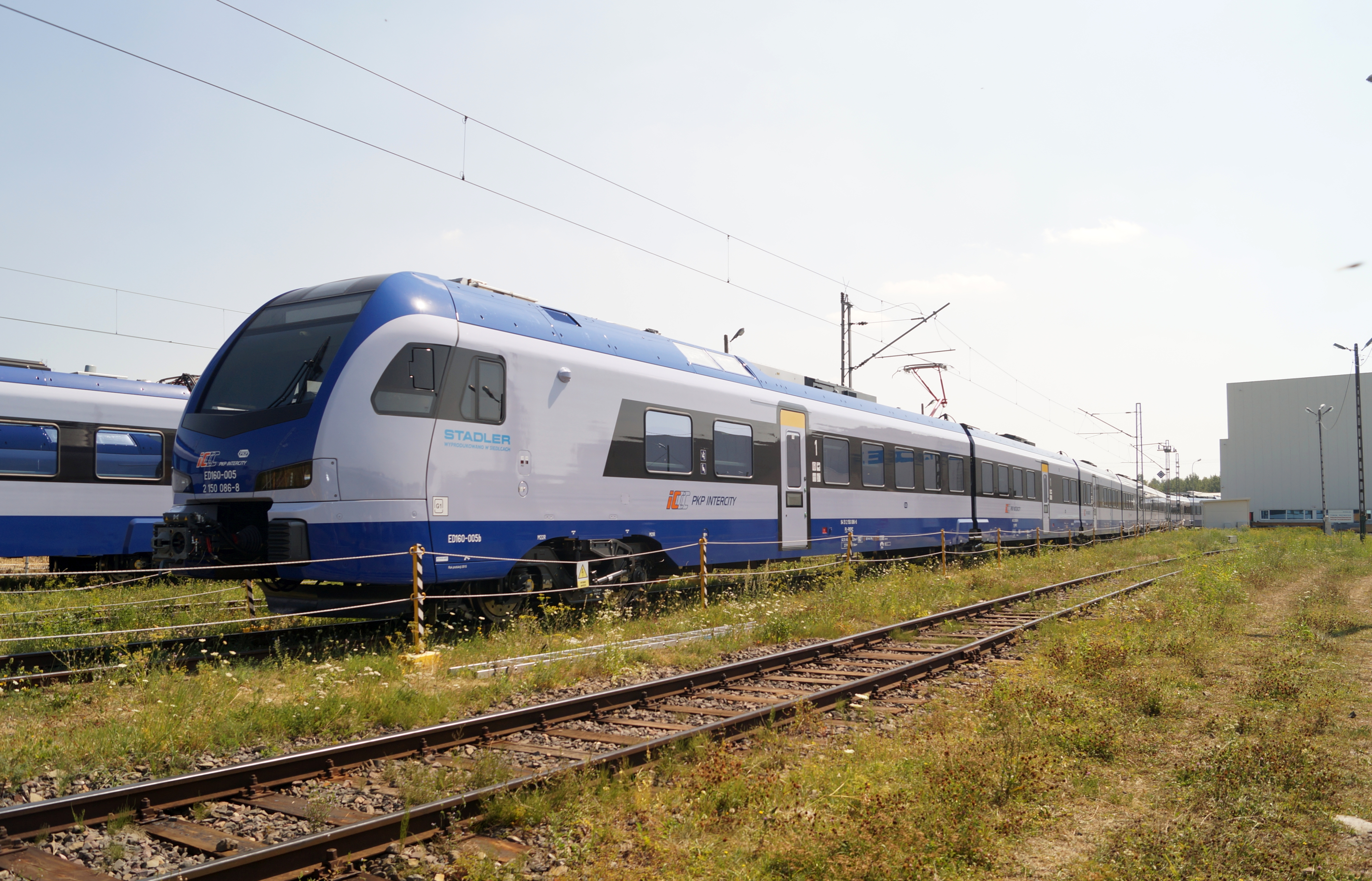
A PKP Intercity FLIRT3 típusú vonata

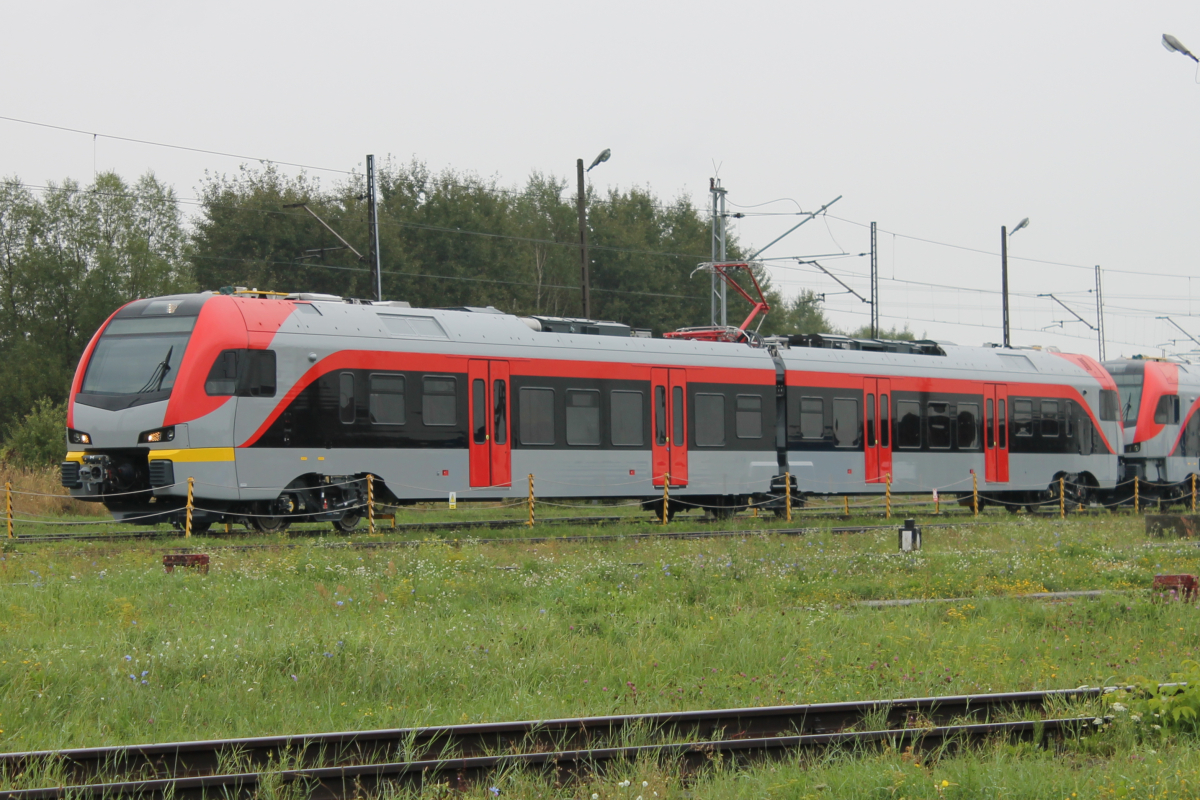
Az ŁKA FLIRT3 típusú vonata

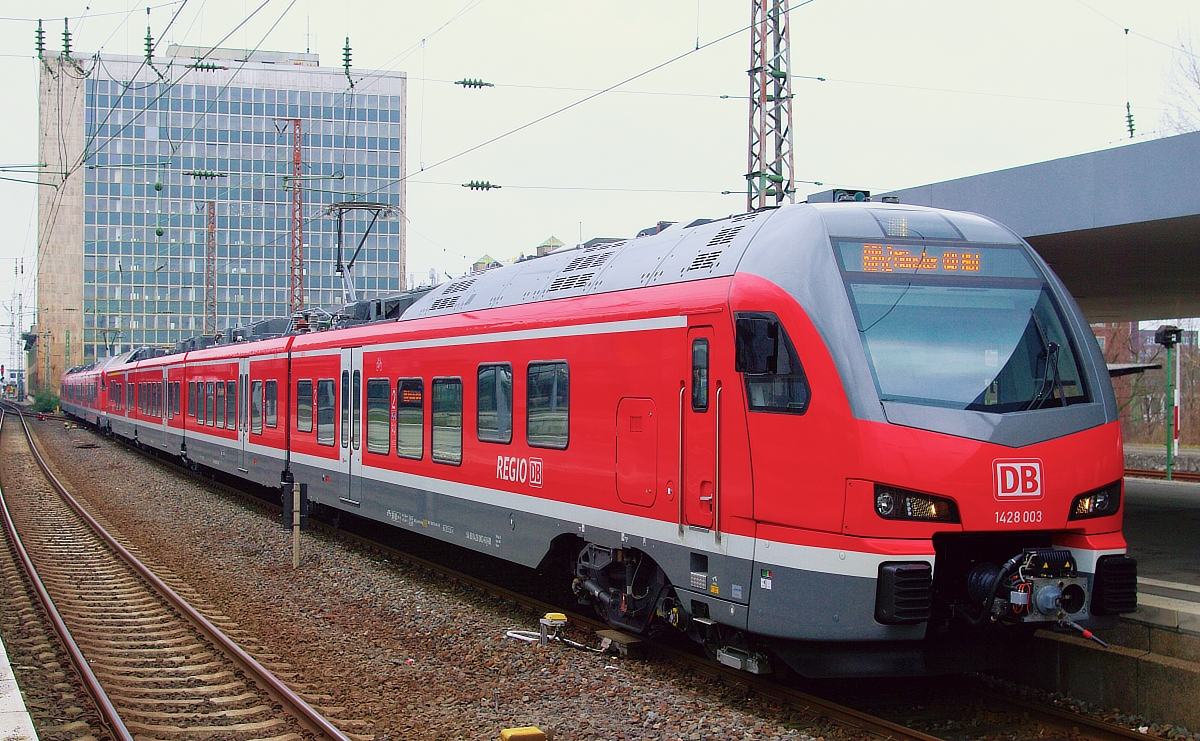
A DB Regio AG 94 80 1428 003-6 pályaszámú FLIRT3-asa

A Veolia Verkehr által az E-Netz Rosenheim forgalmának 2011 februárjában leadott 35 darabos megrendelésével a FLIRT motorvonatok új generációjának története kezdődött el. A Stadler a típust FLIRT3 márkanéven forgalmazza. A legfontosabb műszaki változtatások az új szabványok és az Átjárhatósági Műszaki Előírások (TSI-k) szabta követelményeknek való megfelelést, a FLIRT2-höz képesti tömegcsökkentést, a kocsiszekrények méretének és elrendezésének megrendelői igényekhez való jobb igazodást, az üzemeltetési költségek csökkentését, valamint a más járműcsaládokkal még több közös részegység felhasználására törekvést célozták. A kocsiszekrények méretezésénél és a járműhomlokok kialakításánál az EN 15277 szabványnak való megfelelést is figyelembe vették, vagyis két azonos kialakítású motorkocsi közötti, vagy egy hagyományos (oldalütközős-csavarkapcsos) vasúti járművel való 36 km/h-s ütközés, illetve vasúti átjáróban egy 15 tonnás tehergépkocsival 110 km/h sebességgel történő ütközésre, továbbá kisebb tárgyakkal való ütközés elviselésére, az energia elnyelésére az utasok és a mozdonyvezető testi épségének megóvásával. A járműhomloknál az ütköző-vonókészüléken túl energiaemésztő ütközők (Crashmodul), valamint az ütközők mögött és a szélvédők alatt több energiaemésztő elem (Crashbox) került beépítésre, melyek a másik jármű ütközéskor való felugrásának és vezetőállásba hatolásának megakadályozására is szolgálnak. A hosszabb, hatrészes szerelvényeknél a csuklószerkezetek is részt vesznek az energiaelnyelésben. A kocsiszekrények 1800 mm hosszú szelvényekből épül fel, ezáltal az egyes kocsiszekrények hosszúsága és az oldalajtók elhelyezése is változtatható. A hajtott forgóvázakat a Stadler KISS motorvonatoknál alkalmazott típusra cserélték, így a kerékátmérő 920 mm-re nőtt, míg a forgóváz tengelytávja 2500 mm-re csökkent. A Jacobs-futóforgóvázak méretei nem változtak, csak az érvényes szabvány követelményeihez igazították őket. Hajtásrendszernél az ABB BORDLINE CC750 típusú áramirányítókat a KISS motorvonatoknál is alkalmazott BORDLINE CC1500 típusúak váltották. A fékrendszernél említésre méltó módosítás a Jacobs-forgóvázak csoportos vezérlése helyett a forgóvázankénti külön vezérlés.
A FLIRT3 eddig üzemeltetői:

| Üzemeltető                                                    | Kivitel                                          | Mennyiség |
| ------------------------------------------------------------- | ------------------------------------------------ | --------- |
| Veolia Verkehr Regio GmbH, E-Netz Rosenheim                   | háromrészes villamos hatrészes villamos          | 7 28      |
| DB Regio AG, Rheinland-Pfalz                                  | ötrészes villamos                                | 28        |
| DB Regio AG, Haard-Achse                                      | négyrészes villamos                              | 14        |
| Alpha Trains/WestfalenBahn GmbH, E-Netz Emsland               | négyrészes villamos                              | 15        |
| Nordbahn BeNEX GmbH                                           | ötrészes villamos hatrészes villamos             | 7 8       |
| Zweckverband Verkehrsverbund Rhein-Ruhr/Abellio Rail NRW GmbH | ötrészes többáramnemű villamos ötrészes villamos | 7 13      |
| Łódzka Kolej Aglomeracyjna                                    | kétrészes villamos                               | 20        |
| Železnice Srbije                                              | négyrészes villamos                              | 21        |
| Fort Worth Transportation Authority (The T)                   | négyrészes dízel                                 | 8         |
| PKP Intercity                                                 | ötrészes villamos                                | 20        |
| GYSEV                                                         | négyrészes villamos                              | 10        |